# SpaceX
Space Exploration Technologies Corp., cujo nome comercial é SpaceX, é uma fabricante estadunidense de sistemas aeroespaciais, transporte espacial e comunicações com sede em Boca Chica, perto de Brownsville, no Texas. A SpaceX foi fundada em 2002 por Elon Musk com o objetivo de reduzir os custos de transporte espacial para permitir a colonização de Marte. A SpaceX fabrica os veículos de lançamento Falcon 9 e Falcon Heavy, vários tipos de motores de foguetes, cápsulas de carga Dragon, espaçonaves tripuladas e satélites de comunicação Starlink.
As conquistas da SpaceX incluem o primeiro foguete de combustível líquido com financiamento privado a alcançar a órbita (Falcon 1 em 2008), a primeira empresa privada a lançar, orbitar e recuperar com sucesso uma espaçonave (Dragon em 2010), a primeira empresa privada a enviar uma espaçonave para a Estação Espacial Internacional (Dragon em 2012), a primeira decolagem vertical e pouso propulsivo vertical para um foguete orbital (Falcon 9 em 2015), a primeira reutilização de um foguete orbital (Falcon 9 em 2017) e a primeira empresa privada para enviar astronautas para a órbita e para a Estação Espacial Internacional (SpaceX Crew Dragon Demo-2 em 2020).
A SpaceX está desenvolvendo uma megaconstelação de satélite chamada Starlink para fornecer serviço comercial de internet. Em janeiro de 2020, a constelação Starlink se tornou a maior constelação de satélites do mundo. A SpaceX também está desenvolvendo o Starship, um sistema de lançamento superpesado, totalmente reutilizável e com financiamento privado, para voos espaciais interplanetários. O Starship pretende se tornar o veículo orbital primário da SpaceX assim que estiver operacional, suplantando a frota Falcon 9, Falcon Heavy e Dragon existentes. Em outubro de 2024, os foguetes Falcon 9 da empresa pousaram e voaram novamente mais de 330 vezes, realizando de um a dois lançamentos por semana.

## História

### 2001–2004: Fundação
Em 2001, Elon Musk conceituou o Mars Oasis, um projeto para pousar uma estufa experimental em miniatura e cultivar plantas em Marte. Ele anunciou que o projeto seria "o mais longe que a vida já viajou" na tentativa de recuperar o interesse público na exploração espacial e aumentar o orçamento da NASA. Musk tentou comprar foguetes baratos da Rússia, mas voltou de mãos vazias depois de não conseguir encontrar foguetes por um preço acessível.
No voo de volta para casa, Musk percebeu que poderia abrir uma empresa que pudesse construir os foguetes acessíveis de que precisava. Ao aplicar a integração vertical, usando componentes comerciais baratos disponíveis no mercado quando possível, e adotando a abordagem modular da engenharia de software moderna, Musk acreditava que a SpaceX poderia reduzir significativamente o preço de lançamento.
No início de 2002, Musk começou a procurar pessoal para sua nova empresa espacial, que logo se chamaria SpaceX. Musk abordou o engenheiro de foguetes Tom Mueller (mais tarde CTO de propulsão da SpaceX) e o convidou para se tornar seu parceiro de negócios. Mueller concordou em trabalhar para Musk, e assim nasceu a SpaceX. A SpaceX foi inicialmente sediada em um depósito em El Segundo, Califórnia. Em novembro de 2005, a empresa tinha 160 funcionários. Musk entrevistou e aprovou pessoalmente todos os primeiros funcionários da SpaceX, chegando a convencer Larry Page a transferir um funcionário do Google de São Francisco para Los Angeles para que a esposa do funcionário, uma possível contratação da SpaceX, assumisse o cargo.
Musk afirmou que um de seus objetivos com a SpaceX é diminuir o custo e melhorar a confiabilidade do acesso ao espaço, em última análise, por um fator de dez.

### 2005–2009: Falcon 1 e primeiros lançamentos orbitais

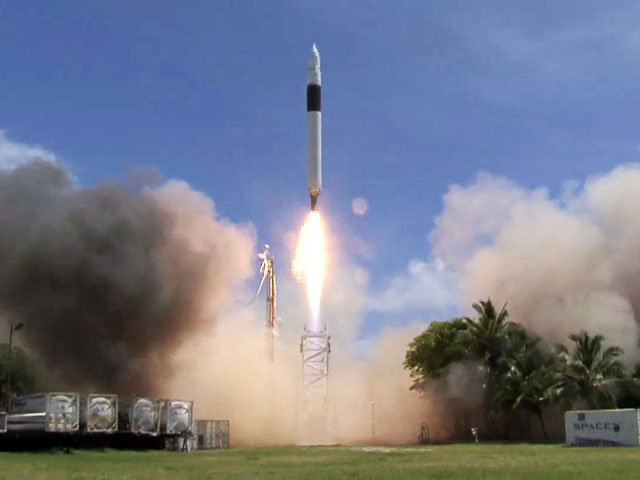
O primeiro lançamento de sucesso do Falcon 1 em setembro de 2008

A SpaceX desenvolveu seu primeiro veículo de lançamento orbital, o Falcon 1, com financiamento privado. O Falcon 1 era um veículo de lançamento leve e descartável de dois estágios para órbita. O custo total de desenvolvimento do Falcon 1 foi de aproximadamente US$ 90 milhões a US$ 100 milhões.
Em 2005, a SpaceX anunciou planos de desenvolver um programa espacial comercial classificado para humanos até o final da década, um programa que mais tarde se tornaria a espaçonave Dragon. Em 2006, a NASA anunciou que a empresa foi uma das duas selecionadas para fornecer contratos de demonstração de reabastecimento de tripulação e carga para a Estação Espacial Internacional no âmbito do programa COTS.
Os dois primeiros lançamentos do Falcon 1 foram adquiridos pelo Departamento de Defesa dos Estados Unidos sob um programa que avalia novos veículos de lançamento dos Estados Unidos adequados para uso pela DARPA. Os três primeiros lançamentos do foguete, entre 2006 e 2008, resultaram em falhas. Essas falhas quase acabaram com a empresa, pois Musk havia planejado e financiado os custos de três lançamentos; Tesla, Inc., SolarCity e Elon Musk, pessoalmente, estavam quase falidos ao mesmo tempo; Musk estaria "acordando com pesadelos, gritando e sentindo dores físicas" por causa do estresse.
No entanto, as coisas começaram a mudar quando o primeiro lançamento bem-sucedido foi alcançado logo depois, com a quarta tentativa em 28 de setembro de 2008. Musk dividiu seus US$ 30 milhões restantes entre a SpaceX e a Tesla, e a NASA fechou o primeiro contrato de Serviços de Reabastecimento Comercial (CRS) para a SpaceX em dezembro, salvando assim financeiramente a empresa. Com base nesses fatores e nas operações de negócios adicionais que eles possibilitaram, o Falcon 1 logo depois foi aposentado, após seu segundo lançamento bem-sucedido e quinto no total, em julho de 2009; isso permitiu que a SpaceX concentrasse os recursos da empresa no desenvolvimento de um foguete orbital maior, o Falcon 9. Gwynne Shotwell também foi promovida a presidente da empresa nesta época, por seu papel na negociação bem-sucedida do contrato CRS com a NASA.

### 2010–2012: Contratos do Falcon 9, Dragon e NASA

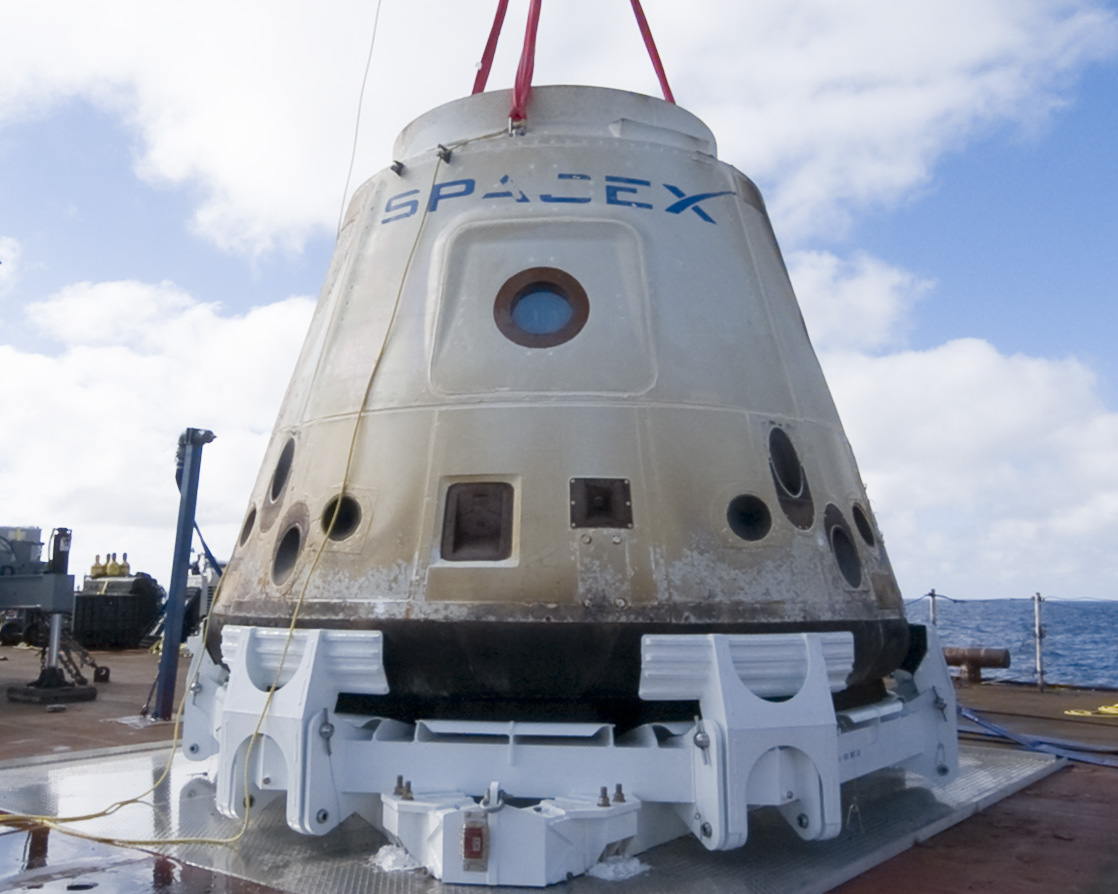
A cápsula Dragon após a recuperação do pouso no oceano em dezembro de 2010, após a primeira missão operacional do COTS-1

A SpaceX originalmente pretendia seguir seu veículo de lançamento leve Falcon 1 com um veículo de capacidade intermediária, o Falcon 5. Em vez disso, a SpaceX decidiu em 2005 prosseguir com o desenvolvimento do Falcon 9, um veículo de lançamento pesado e reutilizável. O desenvolvimento do Falcon 9 foi acelerado pela NASA, que se comprometeu a comprar vários voos comerciais se as capacidades específicas fossem demonstradas. Isso começou com o capital inicial do programa Commercial Orbital Transportation Services (COTS) em 2006. A concessão geral do contrato foi de US$ 278 milhões para fornecer financiamento de desenvolvimento para a espaçonave Dragon, Falcon 9, e lançamentos de demonstração do Falcon 9 com o Dragon. Como parte deste contrato, o Falcon 9 foi lançado pela primeira vez em junho de 2010 com a Dragon Spacecraft Qualification Unit, usando uma maquete da nave Dragon.
A primeira espaçonave Dragon operacional foi lançada em dezembro de 2010 a bordo da SpaceX COTS Demo Flight 1, o segundo voo do Falcon 9, e retornou com segurança à Terra após duas órbitas, completando todos os seus objetivos de missão. Em dezembro de 2010, a linha de produção da SpaceX estava fabricando um Falcon 9 e um Dragon a cada três meses.
Em abril de 2011, como parte da segunda rodada de seu Development of the Commercial Crew Program (CCDev), a NASA emitiu um contrato de US$ 75 milhões para a SpaceX desenvolver um sistema de escape no lançamento integrado para o Dragon em preparação para classificá-lo como um veículo de transporte de tripulação para a Estação Espacial Internacional. Em agosto de 2012, a NASA concedeu à SpaceX um firme Acordo do Ato Espacial (SAA) de preço fixo com o objetivo de produzir um projeto detalhado de todo o sistema de transporte da tripulação. Este contrato inclui vários marcos técnicos e de certificação importantes, um teste de voo sem tripulação, um teste de voo com tripulação e seis missões operacionais após a certificação do sistema.
No início de 2012, aproximadamente dois terços das ações da SpaceX pertenciam a Elon Musk e suas 70 milhões de ações foram estimadas em US$ 875 milhões no capital privado, avaliando a SpaceX em US$ 1,3 bilhão. Em maio de 2012, com o lançamento do Dragon C2+, o Dragon se tornou a primeira espaçonave comercial a entregar carga à Estação Espacial Internacional. Após o lançamento, a avaliação do capital privado da empresa quase dobrou para US$ 2,4 bilhões ou US$ 20/ação. Naquela época, a SpaceX operava com um financiamento total de aproximadamente US$ 1 bilhão em sua primeira década de operação. Desse total, o capital privado forneceu aproximadamente US$ 200 milhões, com Musk investindo aproximadamente US$ 100 milhões e outros investidores tendo colocado cerca de US$ 100 milhões.
O programa de teste de reutilização da SpaceX começou no final de 2012 com o teste de aspectos de baixa altitude e baixa velocidade da tecnologia de pouso. Os protótipos do Falcon 9 realizaram decolagens e pousos verticais (VTOL). Os testes de alta velocidade e altitude da tecnologia de retorno atmosférico de foguete auxiliar começaram no final de 2013.

### 2013–2015: Lançamentos comerciais e rápido crescimento

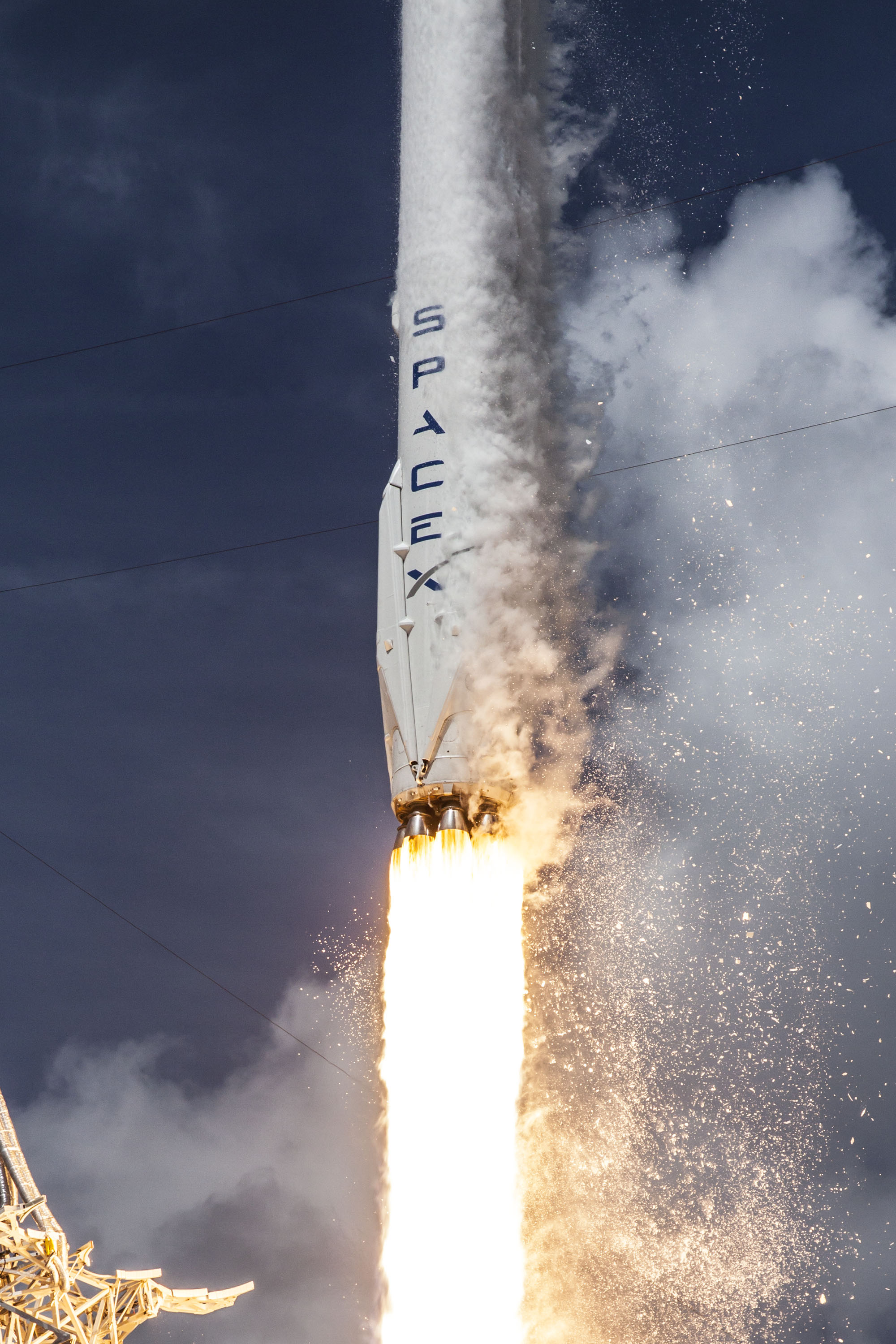
Lançamento do Falcon 9 carregando ORBCOMM OG2-M1, julho de 2014

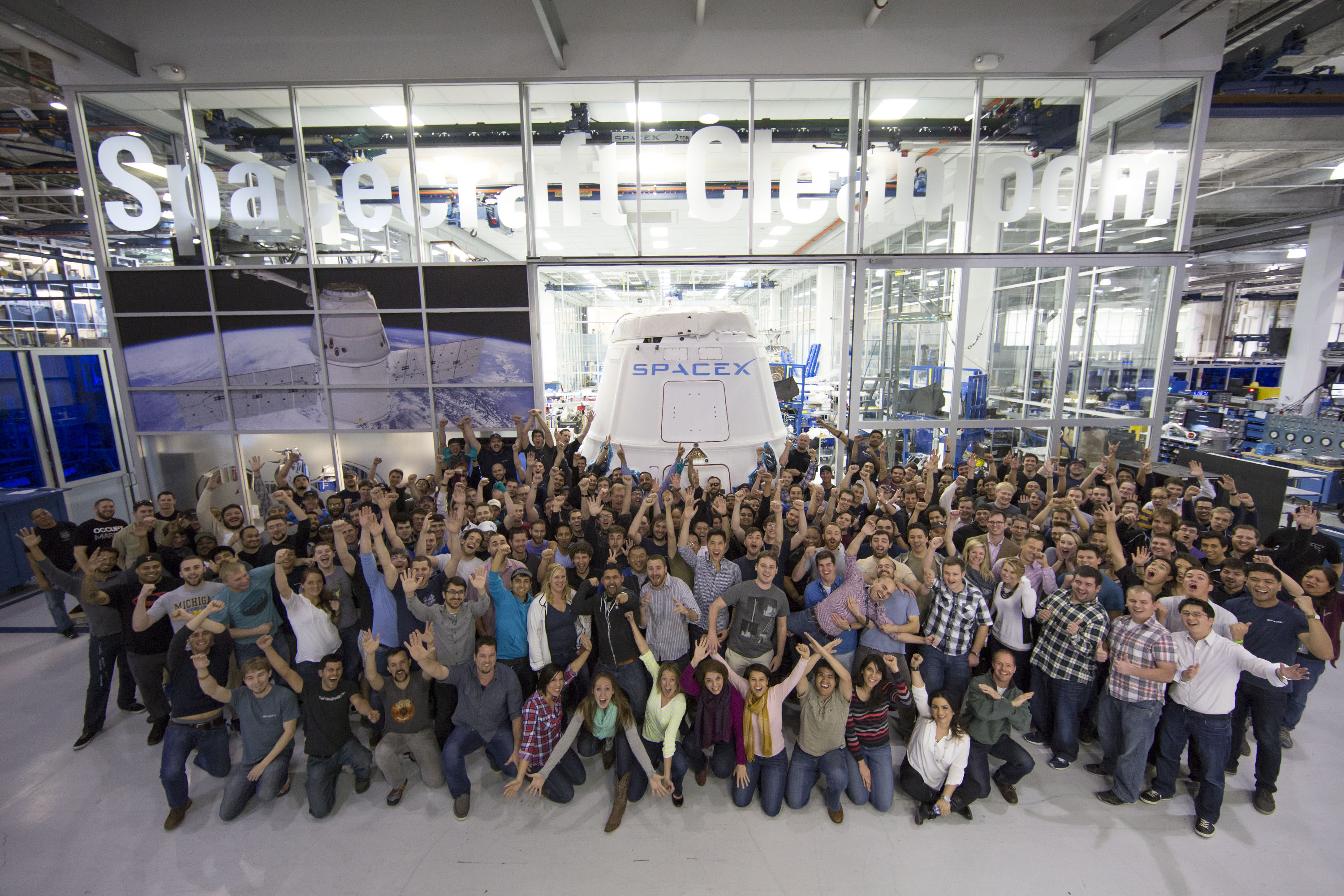
Funcionários com a cápsula Dragon no antigo QG da SpaceX em Hawthorne, Califórnia, fevereiro de 2015

A SpaceX lançou a primeira missão comercial para um cliente privado em 2013. Em 2014, a SpaceX ganhou nove contratos dos 20 que competiram abertamente em todo o mundo. Naquele ano, a Arianespace solicitou que os governos europeus fornecessem subsídios adicionais para enfrentar a concorrência da SpaceX. A partir de 2014, os recursos e os preços do SpaceX também começaram a afetar o mercado de lançamento de cargas das Forças Armadas dos Estados Unidos, que por quase uma década foi dominado pelo provedor de lançamentos United Launch Alliance (ULA). O monopólio permitiu que os custos de lançamento do provedor norte-americano subissem para mais de US$ 400 milhões ao longo dos anos.
Em janeiro de 2015, a SpaceX levantou US$ 1 bilhão em financiamento do Google e Fidelity Ventures, em troca de 8,33% da empresa, estabelecendo o valor da empresa em aproximadamente US$ 12 bilhões. No mesmo mês, a SpaceX anunciou o desenvolvimento de uma nova constelação de satélites, chamada Starlink, para fornecer serviço global de internet banda larga. Em junho seguinte, a empresa solicitou ao governo federal permissão para iniciar os testes do projeto, com o objetivo de construir uma constelação de 4 425 satélites.
O Falcon 9 teve sua primeira grande falha no final de junho de 2015, quando a sétima missão de reabastecimento da Estação Espacial Internacional, o CRS-7, explodiu com dois minutos de voo. O problema foi atribuído a uma estrutura de aço de 60 cm de comprimento que segurava um vaso de pressão de hélio, que se soltou devido à força de aceleração. Isso causou um vazamento e permitiu que o hélio de alta pressão escapasse para o tanque de combustível de baixa pressão, causando a falha.

### 2015–2017: Marcos de reutilização

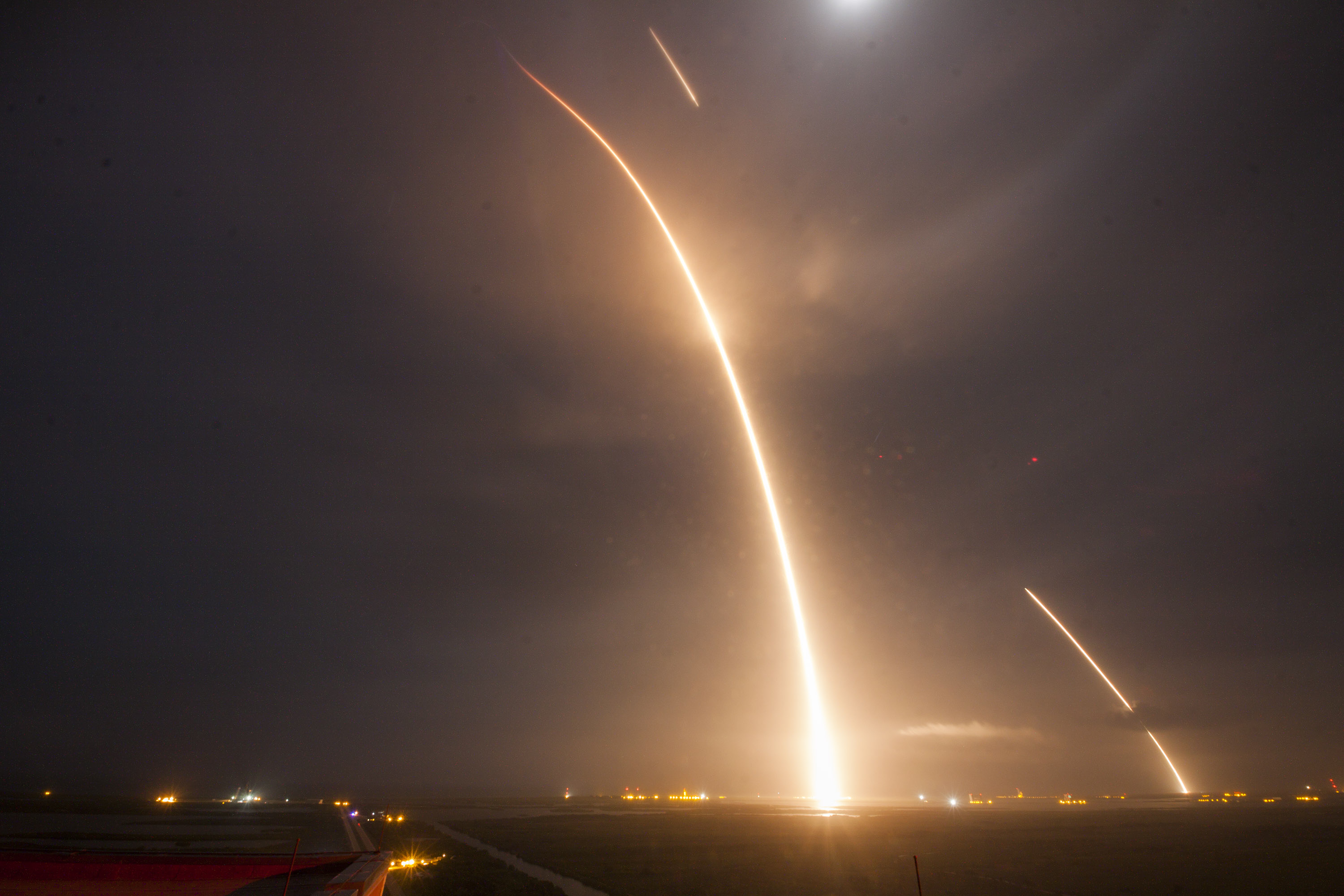
Imagem de longa exposição do lançamento (esquerda) e pouso (direita) durante o Voo 20 do Falcon 9, o primeiro retorno bem-sucedido e pouso vertical de um foguete orbital

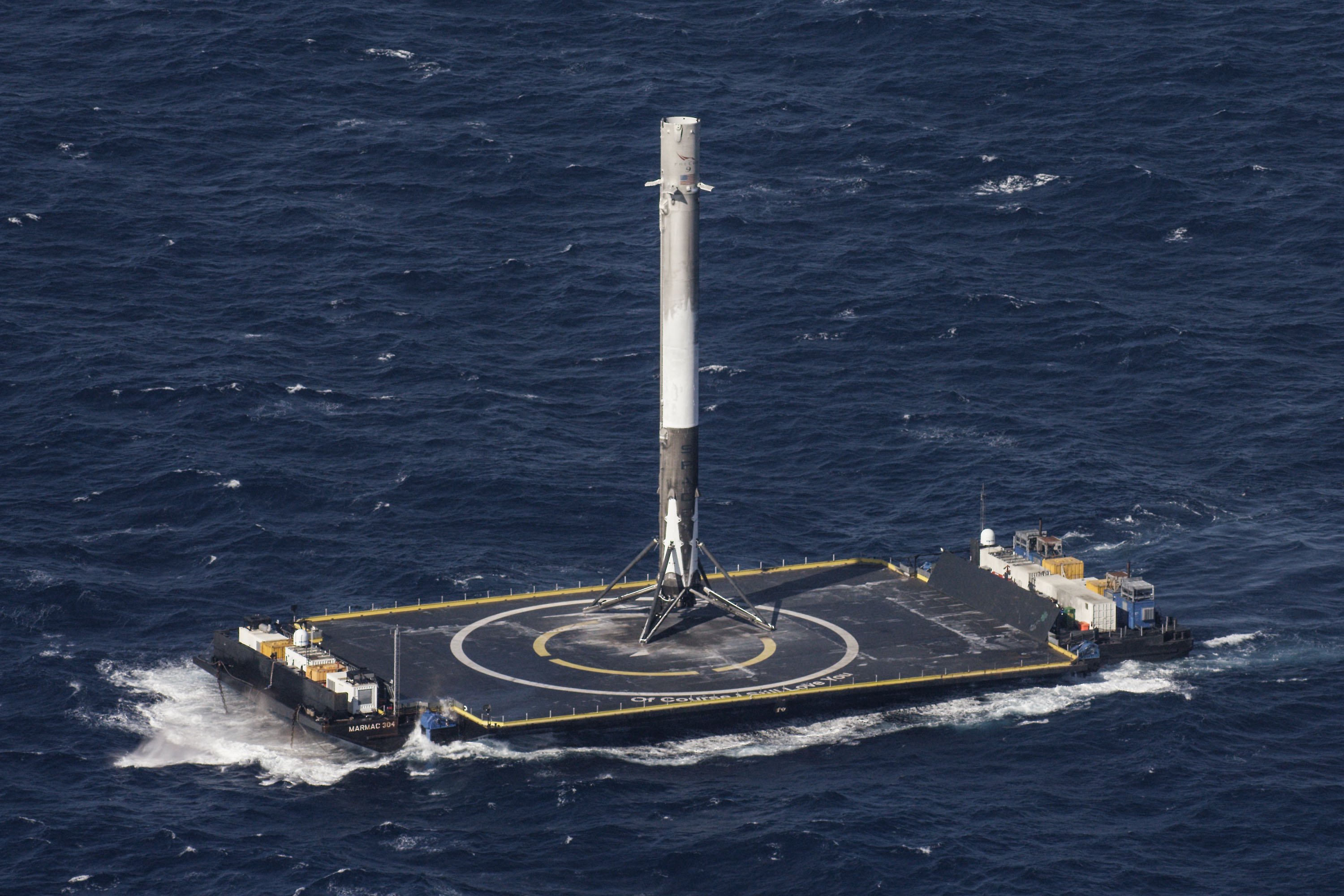
Primeiro estágio do Falcon 9 na balsa-drone (ASDS) após o primeiro pouso bem-sucedido no mar, da missão SpaceX CRS-8

A SpaceX alcançou pela primeira vez um pouso e recuperação bem-sucedidos de um primeiro estágio em dezembro de 2015 com o Voo 20 do Falcon 9. Em abril de 2016, a empresa realizou o primeiro pouso bem-sucedido na balsa-drone (ASDS), Of Course I Still Love You no Oceano Atlântico. Em outubro de 2016, após os pousos bem-sucedidos, a SpaceX indicou que estava oferecendo aos seus clientes um desconto de 10% no preço se eles optassem por lançamento com sua carga útil em um primeiro estágio do Falcon 9 reutilizado.
No início de setembro de 2016, um Falcon 9 explodiu durante uma operação de abastecimento de combustível para um teste de fogo estático de pré-lançamento padrão. A carga útil, o satélite de comunicações Amos-6 avaliado em US$ 200 milhões, foi destruído. A explosão foi causada pelo oxigênio líquido que é usado como combustível, ficando tão frio que se solidificou e inflamou recipientes com hélio feitos de carbono. Apesar de não ser considerado um lançamento malsucedido, a explosão do foguete colocou a empresa em um pausa de lançamentos de quatro meses enquanto descobria o que havia de errado. A SpaceX voltou com os lançamentos em janeiro de 2017.
Em 30 de março de 2017, a SpaceX lançou um Falcon 9 com o satélite SES-10. Esta foi a primeira vez que o relançamento de um foguete orbital com carga útil voltou ao espaço. O primeiro estágio foi recuperado novamente, tornando-se também o primeiro pouso de um foguete de classe orbital reutilizado.

### 2017–2018: Provedor líder global de lançamento comercial
Em julho de 2017, a companhia captou US$ 350 milhões para uma avaliação de US$ 21 bilhões. Em 2017, a SpaceX alcançou 45% do mercado global por contratos de lançamento comercial conquistados. Em março de 2018, a SpaceX tinha mais de 100 lançamentos em seu histórico, representando cerca de US$ 12 bilhões em receita de contrato. Os contratos incluíam clientes comerciais e governamentais (NASA/DOD). Isso fez da SpaceX o provedor líder global de lançamentos comerciais, medido por lançamentos.
Em 2017, a SpaceX formou uma subsidiária, The Boring Company, e começou a trabalhar para construir um túnel de teste curto e adjacente à sede e às instalações de fabricação da SpaceX, utilizando um pequeno número de funcionários da SpaceX, que foi concluído em maio de 2018, e aberto ao público em dezembro de 2018. Durante 2018, a The Boring Company foi dividida em uma entidade corporativa separada com 6% do patrimônio indo para a SpaceX, menos de 10% para os primeiros funcionários, e o restante do patrimônio para Elon Musk.

### 2019–presente: Starship, Starlink, e os primeiros lançamentos tripulados
Em 11 de janeiro de 2019, a SpaceX anunciou que demitiria 10% de sua força de trabalho para ajudar a financiar os projetos Starship e Starlink. A construção dos protótipos e testes iniciais para o Starship começou no início de 2019 na Flórida e no Texas. Todas as construções e testes do Starship foram transferidos para o novo Local de lançamento South Texas da SpaceX no final daquele ano. Em maio de 2019, a SpaceX também lançou o primeiro lote grande de 60 satélites Starlink, iniciando a implantação do que se tornaria a maior constelação de satélites comerciais do mundo no ano seguinte.
A SpaceX levantou um total de US$ 1,33 bilhão de capital em três rodadas de financiamento em 2019. Em maio de 2019, a avaliação da SpaceX subiu para US$ 33,3 bilhões e atingiu US$ 36 bilhões em março de 2020.
Em 30 de maio de 2020, a SpaceX lançou com sucesso dois astronautas da NASA (Douglas Hurley e Robert Behnken) em órbita em uma nave Crew Dragon durante o Crew Dragon Demo-2, tornando a SpaceX a primeira empresa privada a enviar astronautas para a Estação Espacial Internacional e marcando o primeiro lançamento tripulado em solo estadunidense em 9 anos. A missão foi lançada do Complexo 39A de Lançamento do Centro Espacial John F. Kennedy (LC-39A) do Centro Espacial John F. Kennedy na Flórida.
Em 19 de agosto de 2020, após uma rodada de financiamento de US$ 1,9 bilhão, um dos maiores esforços de arrecadação de fundos por qualquer empresa privada, a avaliação da SpaceX aumentou para US$ 46 bilhões. Em fevereiro de 2021, a SpaceX levantou um adicional de US$ 1,61 bilhão em uma rodada de ações de 99 investidores a um valor por ação de aproximadamente US$ 420, elevando o valor da empresa para aproximadamente US$ 74 bilhões. Levantou um total de mais de US$ 6 bilhões em financiamento de capital até o momento. A fase de capital intensivo nos últimos anos tem sido principalmente para apoiar o campo operacional da constelação de satélites Starlink e o desenvolvimento e fabricação do veículo de lançamento Starship.
Em 2021, a SpaceX celebrou contratos com o Google Cloud Platform e o Microsoft Azure para fornecer computação local e serviços de rede para o Starlink.

### Resumo das conquistas
As principais conquistas da SpaceX são a reutilização de veículos de lançamento da classe orbital e a redução de custos na indústria de lançamentos espaciais. O mais notável deles são os pousos e relançamentos contínuos do primeiro estágio do Falcon 9 após um programa de vários anos para desenvolver a tecnologia reutilizável. Em maio de 2021, a SpaceX usou dois foguetes auxiliares de primeiro estágio separados, B1049 e B1051, nove e dez vezes, respectivamente. Elon Musk passou a dizer que continuará a empurrar o foguete auxiliar, B1051, além da meta original de dez lançamentos. A SpaceX é uma empresa espacial privada com a maioria de suas realizações como resultado de esforços de desenvolvimento autofinanciados, não desenvolvidos por contratos tradicionais de custo acrescido do governo dos Estados Unidos. Como resultado, muitas de suas conquistas também são consideradas inéditas para uma empresa privada.
| Data                   | Conquista | Lançamento                                                           |
| ---------------------- | --- | -------------------------------------------------------------------- |
| 28 de setembro de 2008 | Primeiro foguete de combustível líquido com financiamento privado a alcançar a órbita.                                                                                      | Voo 4 do Falcon 1                                                    |
| 14 de julho de 2009    | Primeiro foguete de combustível líquido desenvolvido de forma privada para colocar em órbita um satélite comercial.                                                         | RazakSAT no Voo 5 do Falcon 1                                        |
| 9 de dezembro de 2010  | Primeira empresa privada a lançar, orbitar e recuperar uma espaçonave com sucesso.                                                                                          | SpaceX Dragon no SpaceX COTS Demo Flight 1                           |
| 25 de maio de 2012     | Primeira empresa privada a enviar uma espaçonave para a Estação Espacial Internacional (ISS).                                                                               | Dragon C2+                                                           |
| 22 de dezembro de 2015 | Primeiro pouso do primeiro estágio de um foguete de classe orbital em uma plataforma em solo.                                                                               | Falcon 9 B1019 no Orbcomm OG2 M2                                     |
| 8 de abril de 2016     | Primeiro pouso do primeiro estágio de um foguete de classe orbital em uma plataforma oceânica.                                                                              | Falcon 9 B1021 no SpaceX CRS-8                                       |
| 30 de março de 2017    | Primeira reutilização, relançamento e (segundo) pouso de um primeiro estágio orbital.                                                                                       | Falcon 9 B1021 no SES-10                                             |
| 30 de março de 2017    | Primeiro voo de volta controlado e recuperação de uma carenagem de carga útil.                                                                                              | SES-10                                                               |
| 3 de junho de 2017     | Primeiro relançamento de uma espaçonave de carga comercial. | Dragon C106 no SpaceX CRS-11                                         |
| 6 de fevereiro de 2018 | Primeira espaçonave privada lançada em órbita heliocêntrica. | Tesla Roadster do Elon Musk no Teste de lançamento do Falcon Heavy   |
| 2 de março de 2019     | Primeira empresa privada a enviar uma espaçonave com capacidade humana para a órbita.                                                                                       | Crew Dragon Demo-1                                                   |
| 3 de março de 2019     | Primeira empresa privada a acoplar de forma autônoma uma espaçonave com capacidade para tripulação à Estação Espacial Internacional (ISS).                                  | Crew Dragon Demo-1                                                   |
| 25 de julho de 2019    | Primeiro lançamento de um motor de ciclo de combustão em estágio de fluxo total (Raptor).                                                                                   | Starhopper                                                           |
| 11 de novembro de 2019 | Primeira reutilização e relançamento da carenagem de carga útil. A carenagem era da missão ArabSat-6A em abril de 2019.                                                     | Starlink 2 v1.0                                                      |
| Janeiro de 2020        | A maior operadora comercial de constelações de satélites do mundo. | Starlink 3 v1.0                                                      |
| 30 de maio de 2020     | Primeira empresa privada a colocar humanos em órbita. | Crew Dragon Demo-2                                                   |
| 31 de maio de 2020     | Primeira empresa privada a enviar humanos para a Estação Espacial Internacional (ISS).                                                                                      | Crew Dragon Demo-2                                                   |
| 24 de janeiro de 2021  | Maior lançamento de uma espaçonave ao espaço em uma única missão, com 143 satélites.                                                                                        | Transporter-1 no Falcon 9                                            |
| 17 de junho de 2021    | Primeiro lançamento de foguete auxiliar reutilizado para uma missão de 'segurança nacional'. (Missões de segurança nacional antes usavam apenas foguetes auxiliares novos.) | GPS III-05 no Falcon 9, segundo lançamento do foguete auxiliar B1062 |
| 16 de setembro de 2021 | Primeiro lançamento orbital de uma tripulação totalmente privada. | Inspiration4                                                         |
| 24 de novembro de 2021 | Maior sequência de lançamentos orbitais sem falha de missão ou falha parcial para um único tipo de foguete (Falcon 9, 101 lançamentos).                                     | Double Asteroid Redirection Test                                     |
| 9 de abril de 2022     | Primeira tripulação totalmente privada a atracar na Estação Espacial Internacional.                                                                                         | Axiom Mission 1                                                      |
| 20 de outubro de 2022  | Maior número de lançamentos de um único tipo de foguete em um ano civil (Falcon 9, 48 lançamentos).                                                                         | Starlink 4-36                                                        |
| 20 de abril de 2023    | O foguete mais alto, mais massivo e mais poderoso já lançado. | Primeiro Voo Experimental da SpaceX Starship                         |
| 14 de março de 2024    | Starship atinge a velocidade orbital pretendida pela primeira vez. | Terceiro Voo Experimental da SpaceX Starship                         |
| 12 de abril de 2024    | Um único propulsor Falcon 9 reutilizado pela 20ª vez. | Booster 1062                                                         |
| 12 de setembro de 2024 | Primeira caminhada espacial comercial | Polaris Dawn                                                         |
| 13 de outubro de 2024  | Primeira captura do propulsor Super Heavy | Quinto Voo Experimental da SpaceX Starship                           |
| 19 de novembro de 2024 | Primeiro reacendimento no espaço de um motor de ciclo de combustão em estágios de fluxo total (Raptor).                                                                     | Sexto Voo Experimental da SpaceX Starship                            |

1. ↑  Excluindo os objetos passivos lançados como parte do Projeto West Ford

## Hardware

### Veículos de lançamento

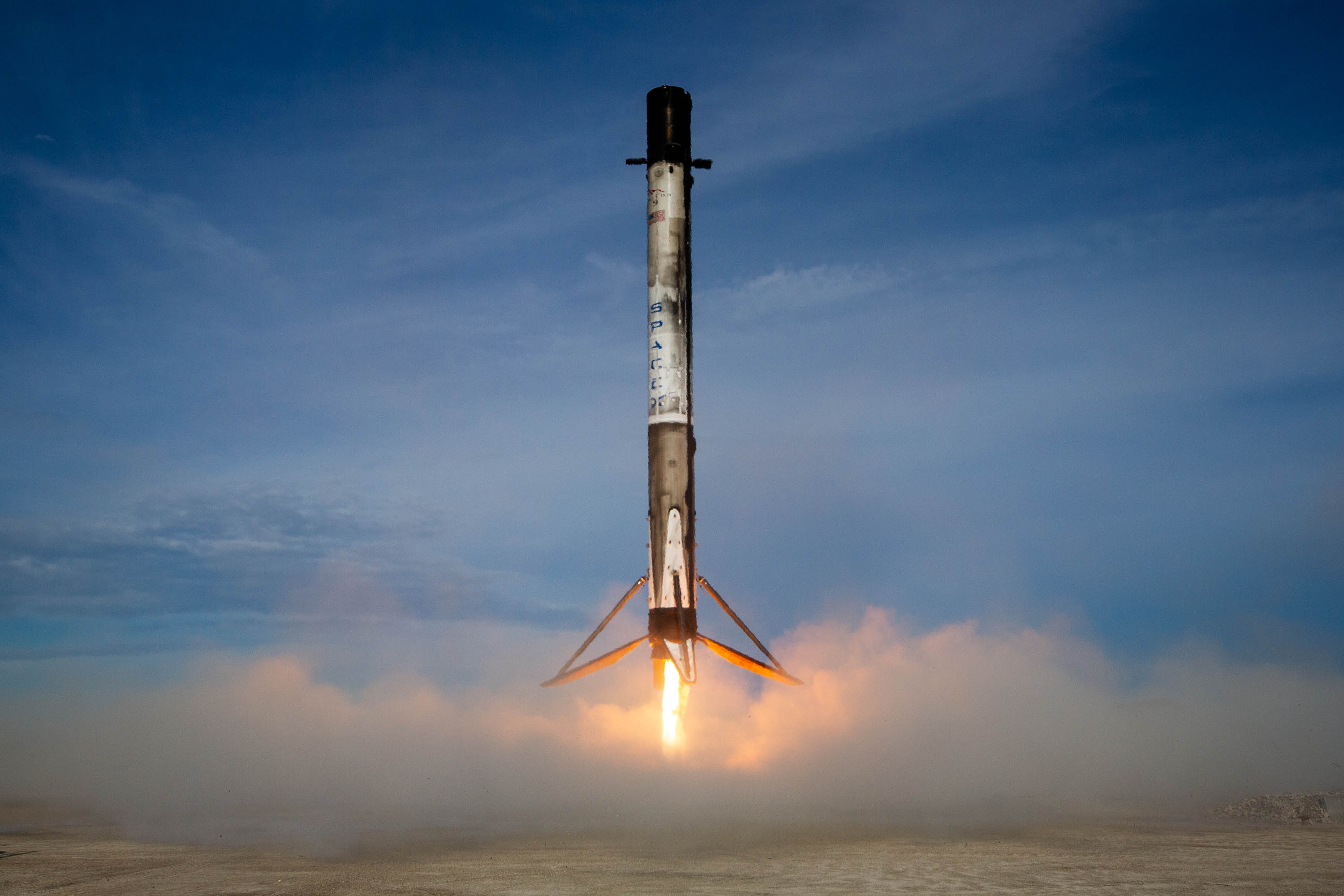
Aterrissagem de um primeiro estágio do Falcon 9 Block 5 em Cabo Canaveral em julho de 2019, as tecnologias VTVL são utilizadas em muitos dos veículos de lançamento da SpaceX

A SpaceX desenvolveu três veículos de lançamento. O Falcon 1 foi o primeiro veículo de lançamento desenvolvido e foi aposentado em 2009. O Falcon 9 de médio porte e o Falcon Heavy de grande porte estão ambos operacionais. O Falcon 1 era um pequeno foguete capaz de colocar algumas centenas de quilos na órbita terrestre baixa. Foi lançado cinco vezes entre 2006 e 2009, das quais 2 com sucesso. Funcionou como um primeiro teste para o desenvolvimento de conceitos e componentes para o Falcon 9 maior. O Falcon 1 foi o primeiro foguete de combustível líquido com financiamento privado a alcançar a órbita.
O Falcon 9 é um veículo de lançamento de médio porte capaz de entregar até 22 800 kg em órbita, competindo com os foguetes Delta IV e Atlas V, bem como outros fornecedores de lançamento em todo o mundo. Possui nove motores Merlin em seu primeiro estágio. O foguete Falcon 9 v1.0 alcançou a órbita com sucesso em sua primeira tentativa em 4 de junho de 2010. Seu terceiro lançamento, COTS Demo Flight 2, lançado em 22 de maio de 2012, foi a primeira espaçonave comercial a chegar e acoplar na Estação Espacial Internacional (ISS). O veículo foi atualizado para Falcon 9 v1.1 em 2013, Falcon 9 Full Thrust em 2015 e, finalmente, para Falcon 9 Block 5 em 2018. O primeiro estágio do Falcon 9 é projetado para pousar retropropulsivamente, ser recuperado e reutilizado.
O Falcon Heavy é um veículo de lançamento de carga pesada capaz de entregar até 63 800 kg para a órbita terrestre baixa ou 26 700 kg para a órbita de transferência geoestacionária. Usa três núcleos de primeiro estágio do Falcon 9 ligeiramente modificados com um total de 27 motores Merlin 1D. O Falcon Heavy voou com sucesso sua missão inaugural em 6 de fevereiro de 2018, lançando o Tesla Roadster do Elon Musk em uma órbita heliocêntrica.
Tanto o Falcon 9 quanto o Falcon Heavy são certificados para realizar lançamentos para o National Security Space Launch (NSSL). A partir de 15 de setembro de 2021, o Falcon 9 e o Falcon Heavy foram lançados 129 vezes, resultando em 127 sucessos completos da missão, um sucesso parcial, uma falha durante o voo. Além disso, um Falcon 9 sofreu uma falha pré-lançamento antes de um teste de fogo estático em 2016.

### Motores de foguete

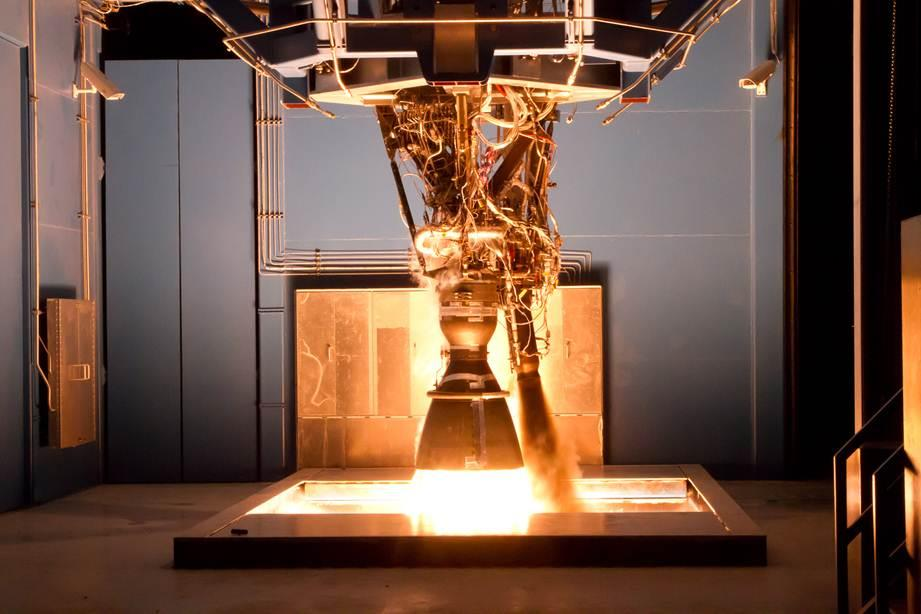
O motor Merlin 1D sendo testado na Instalação de Testes e Desenvolvimento da SpaceX em McGregor, Texas

Desde a fundação da SpaceX em 2002, a empresa desenvolveu vários motores de foguete, Merlin, Kestrel e Raptor para uso em veículos de lançamento, Draco para o sistema de controle de reação da série Dragon de espaçonaves, e SuperDraco para abortar capacidade no Crew Dragon.
Merlin é uma família de motores de foguete que usa oxigênio líquido (LOX) e combustível RP-1 em um ciclo de energia de gerador a gás. O Merlin foi usado pela primeira vez para fornecer energia ao primeiro estágio do Falcon 1 e agora é usado em ambos os estágios dos veículos Falcon 9 e Falcon Heavy. O motor Merlin usa um injetor de pino que fornece capacidade de aceleração profunda usada durante pousos do Falcon 9. Os propulsores são alimentados por meio de uma turbobomba de eixo único e impulsor duplo.
Kestrel é um motor de foguete LOX/RP-1 alimentado por pressão e foi usado como motor principal de segundo estágio do foguete Falcon 1. Ele é construído em torno da mesma arquitetura de pino do motor Merlin, mas não tem uma turbobomba e é alimentado apenas pela pressão do tanque. O motor é refrigerado ablativamente na câmara e garganta, e é refrigerado radiativamente no bocal de exaustão. O bico do Kestrel é fabricado em liga de nióbio de alta resistência.
Draco é um motor de foguete de combustível líquido hipergólico que utiliza combustível monometil hidrazina e oxidante de tetróxido de nitrogênio. Cada propulsor Draco gera 400 N (90 lbf) de impulso. São usados no sistema de controle de reação das espaçonaves Dragon e SpaceX Dragon 2.
O SuperDraco é um motor de foguete de combustível líquido hipergólico que, como o Draco, usa como combustível monometil hidrazina e tetróxido de nitrogênio. Oito motores SuperDraco fornecem capacidade de escape de lançamento para a espaçonave Dragon 2 tripulada. Cada motor SuperDraco produz 73 kN (16 000 lbf) de empuxo. Os conceitos iniciais para a espaçonave Crew Dragon usavam os motores SuperDraco para realizar um pouso retropropulsivo em solo, no entanto, eles foram descartados em 2017, quando foi decidido realizar uma tradicional descida de paraquedas e amaragem no mar.

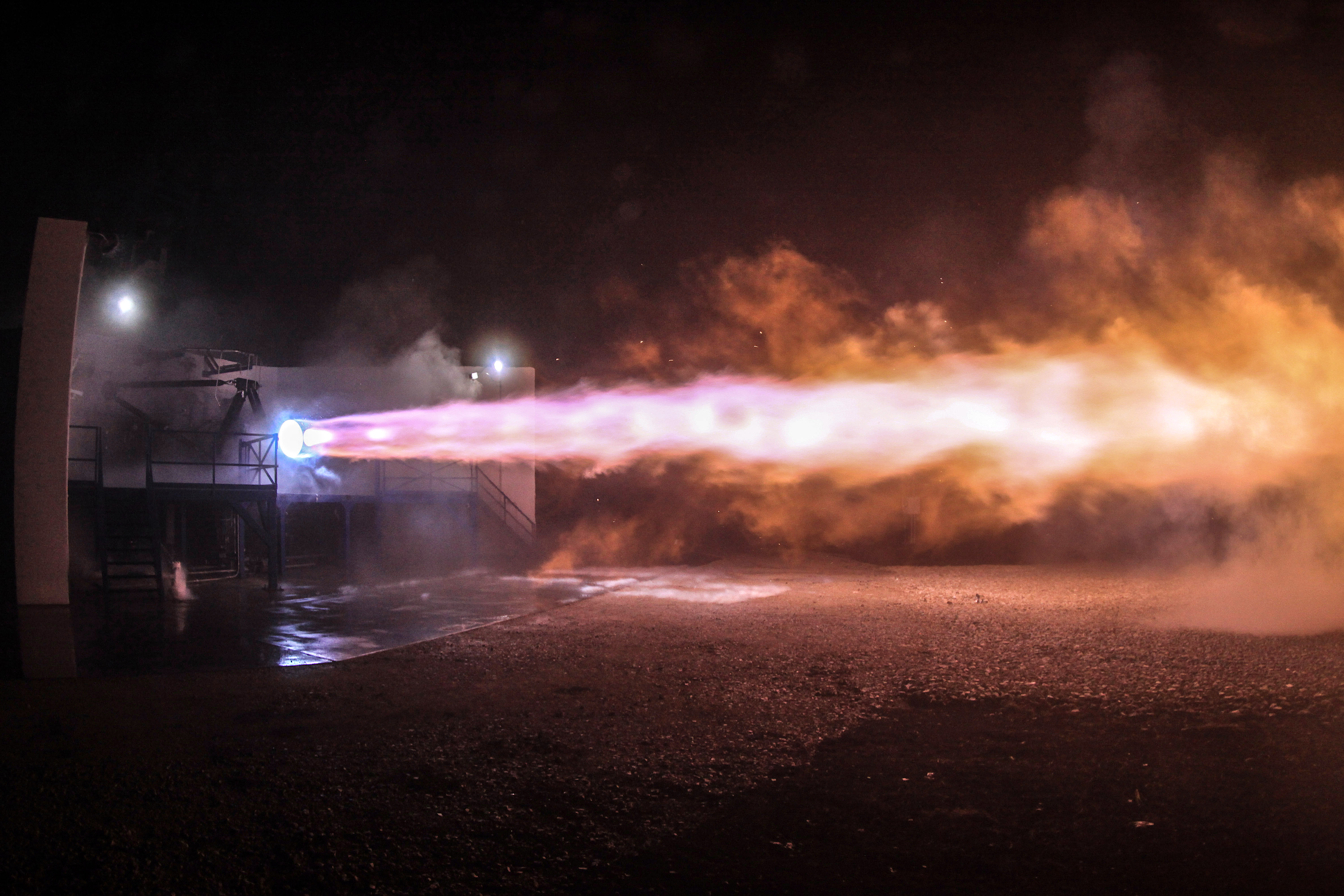
Primeiro teste de disparo de um mecanismo de desenvolvimento de subescala Raptor em setembro de 2016 em McGregor, Texas

O Raptor é uma nova família de motores de ciclo completo de combustão em estágios movidos a oxigênio líquido e metano líquido para alimentar o primeiro e o segundo estágios do sistema de lançamento do Starship em desenvolvimento. As versões de desenvolvimento foram testadas no final de 2016. Em 3 de abril de 2019, a SpaceX conduziu um teste de fogo estático no Texas em seu veículo Starhopper, que ligou o motor enquanto o veículo permanecia preso ao solo. Em 2019, o Raptor voou pela primeira vez, levando o veículo Starhopper a uma altitude de 20 m. A SpaceX continua a realizar mais voos de teste do veículo Starship em 2020 e 2021.

### Espaçonave Dragon

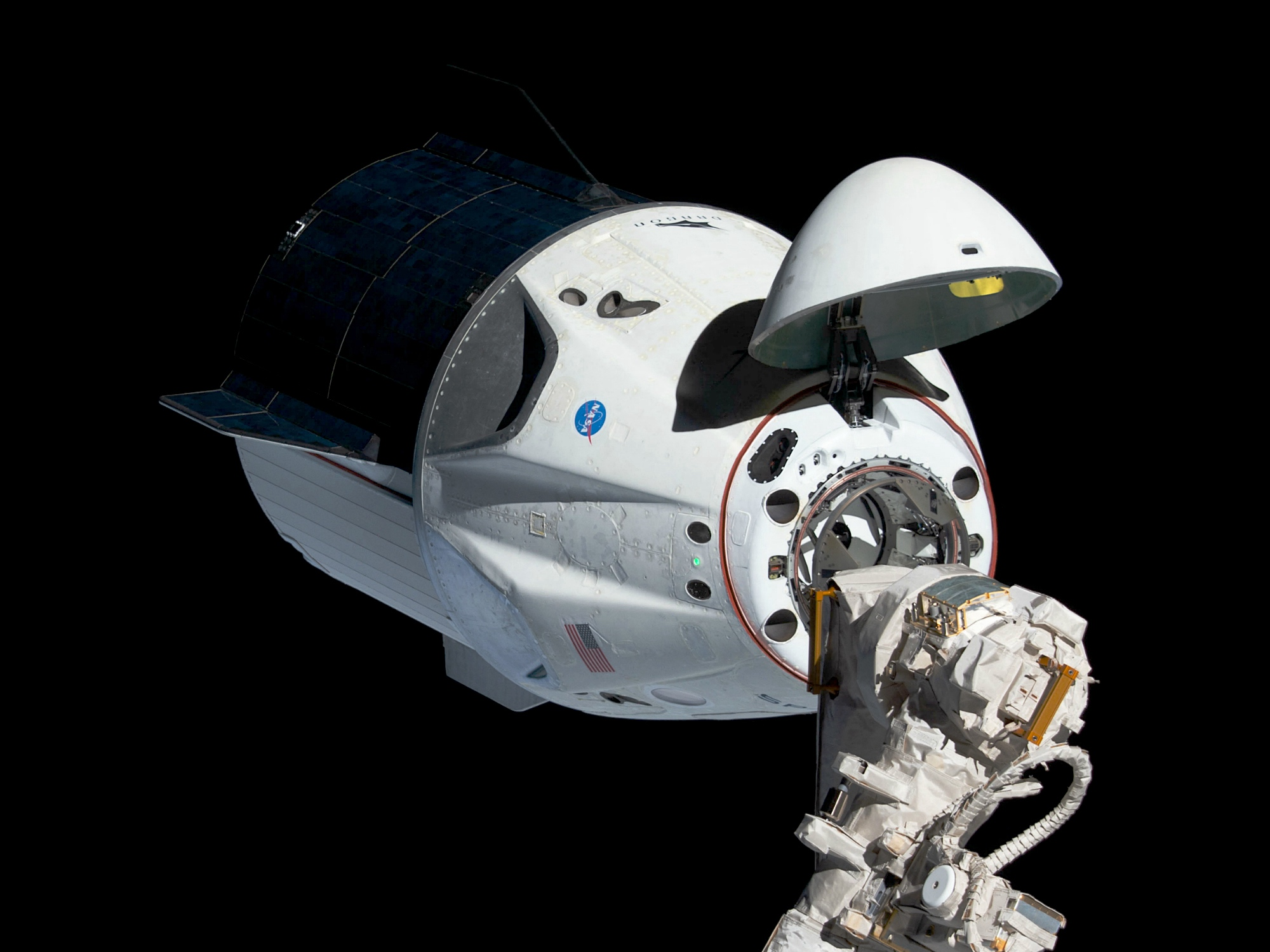
A espaçonave Crew Dragon da SpaceX, projetada para transportar tripulantes para a Estação Espacial Internacional como parte do Development of the Commercial Crew Program

A SpaceX desenvolveu a espaçonave Dragon para transportar carga e tripulação para a Estação Espacial Internacional (ISS). A primeira versão do Dragon, usada apenas para carga, foi lançada pela primeira vez em 2010. A espaçonave Dragon de segunda geração atualmente em operação, conhecida como Dragon 2, realizou seu primeiro voo, sem tripulação, para a ISS no início de 2019, seguido por um voo tripulado do Dragon 2 em 2020. O Dragon 2 é capaz de transportar uma tripulação de até quatro pessoas na configuração da NASA para uma órbita terrestre baixa.
Em 7 de dezembro de 2020, a SpaceX lançou com a variante de carga do Dragon 2 para a ISS para o 100.º lancamento do Falcon 9 bem-sucedido. Este é o primeiro lançamento deste Dragon de carga redesenhado, e também a primeira missão para a nova série de missões de Commercial Resupply Services (CRS) da SpaceX sob um contrato renovado com a NASA.
Em 27 de março de 2020, a SpaceX revelou a espaçonave de reabastecimento Dragon XL para transportar carga pressurizada e não pressurizada, experimentos e outros suprimentos para a planejada estação espacial Lunar Gateway da NASA sob um contrato de Gateway Logistics Services (GLS). A NASA planeja usar o Dragon XL para transportar materiais de coleta de amostras, trajes espaciais e outros suprimentos a serem usados no Lunar Gateway e na superfície da Lua. O Dragon XL será lançado no Falcon Heavy e transportará mais de 5 000 kg até o Lunar Gateway. O Dragon XL ficará no Lunar Gateway de seis a doze meses de cada vez, quando as cargas úteis de pesquisa dentro e fora da nave de carga podem ser operadas remotamente, mesmo quando as tripulações não estão presentes.

### Balsa-drone

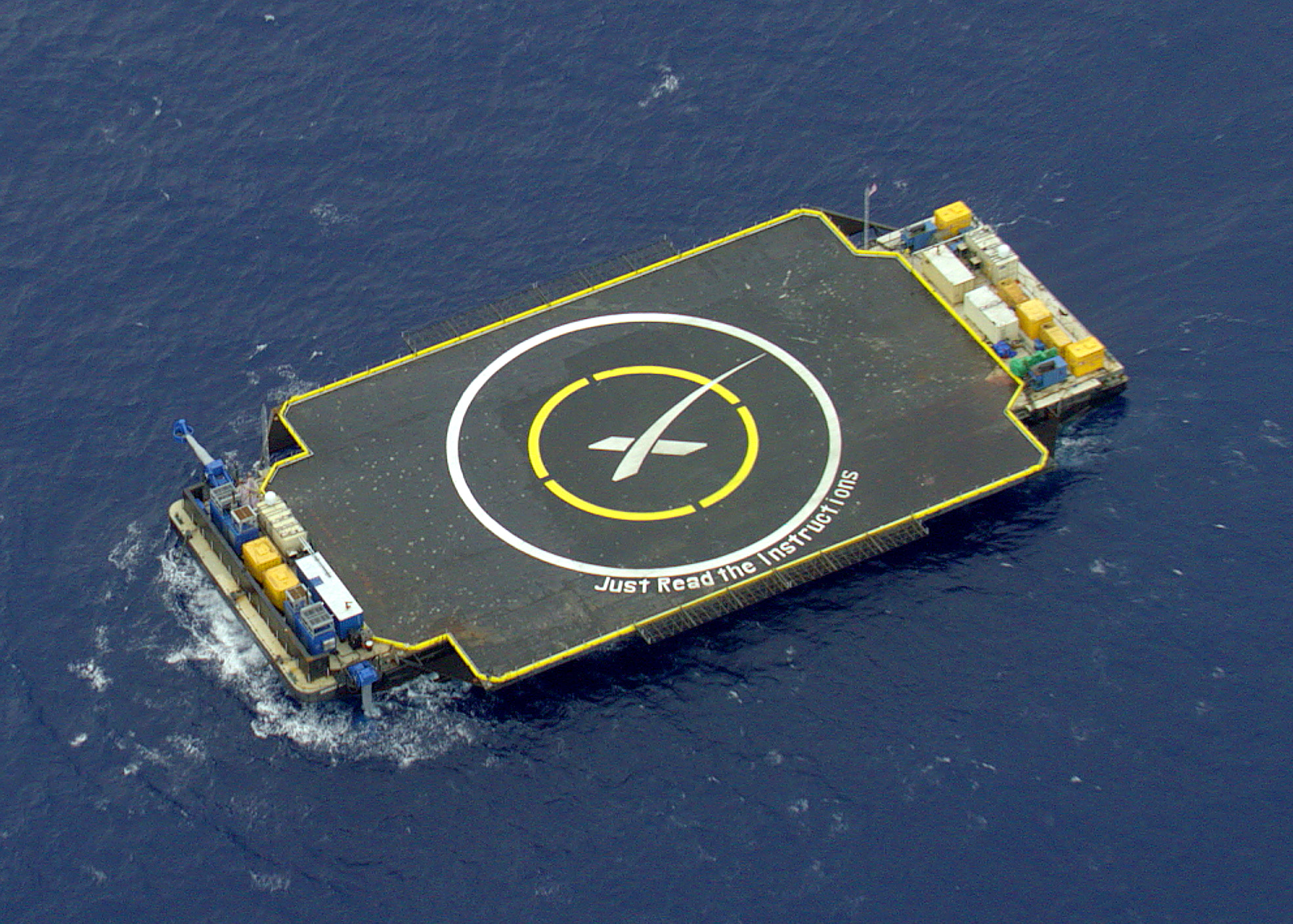
Uma balsa-drone em posição antes do voo 17 do Falcon 9 carregando o CRS-6

A SpaceX rotineiramente reutiliza o primeiro estágio dos foguetes Falcon 9 e Falcon Heavy após os lançamentos orbitais. O foguete voa e pousa em um local de pouso predeterminado usando apenas seus próprios sistemas de propulsão. Quando as margens de propulsão não permitem o retorno ao local de lançamento (RTLS), os foguetes retornam à uma plataforma de pouso flutuante no oceano, chamados de balsa-drone (ASDS).
A SpaceX também planeja introduzir plataformas de lançamento flutuantes. Estas são plataformas de petróleo modificadas para uso na década de 2020 para fornecer uma opção de lançamento no mar para seu veículo de lançamento de segunda geração: o sistema Starship de carga pesada, consistindo no impulsionador superpesado e no segundo estágio do Starship. A SpaceX comprou duas plataformas de petróleo em águas profundas e as está reformando para dar suporte aos lançamentos do Starship.

### Starship

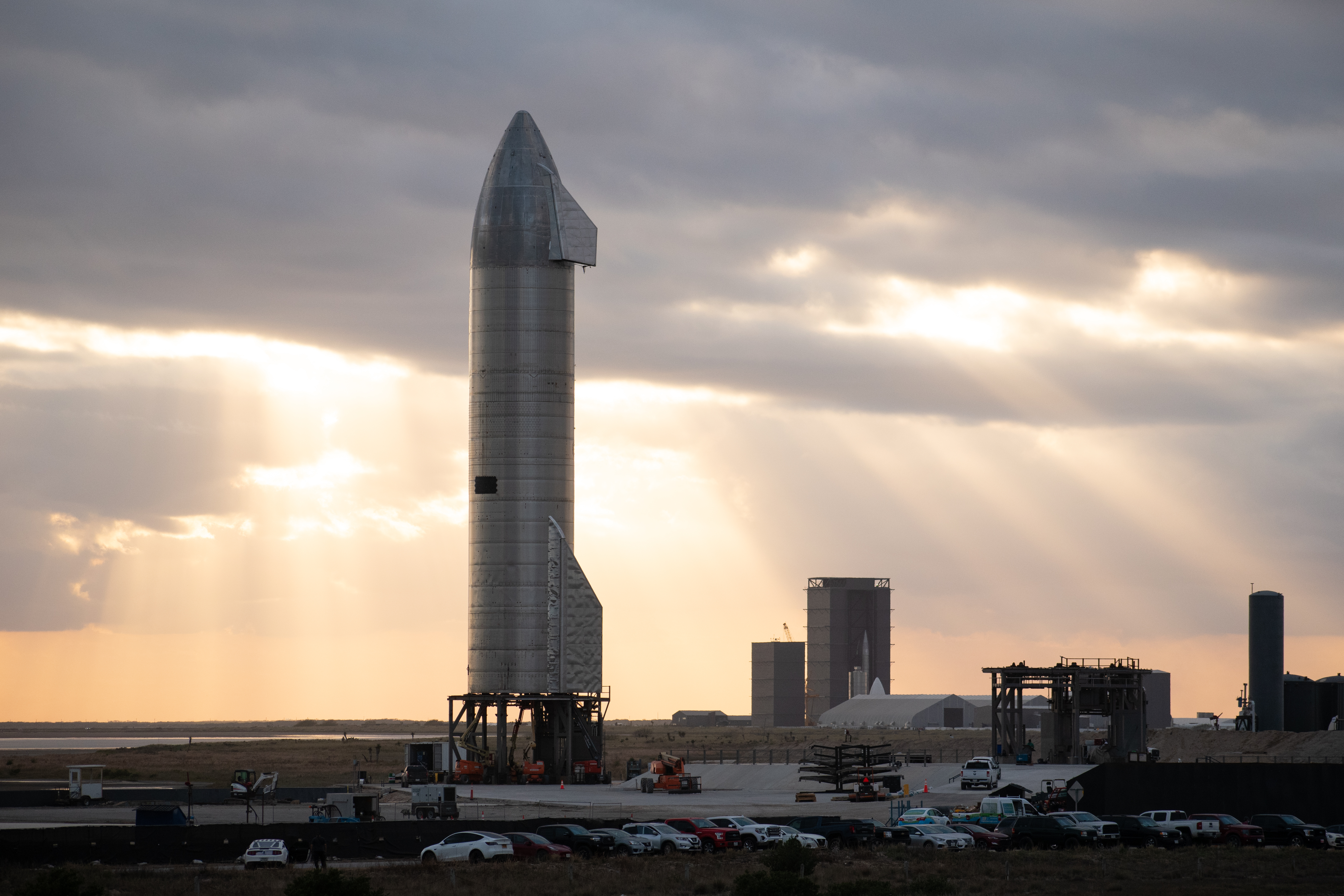
Protótipo do SpaceX Starship SN9

A SpaceX está desenvolvendo um sistema de lançamento superpesado totalmente reutilizável, conhecido como Starship. O sistema Starship compreende um primeiro estágio reutilizável, chamado Super Heavy, e o segundo estágio Starship reutilizável e o veículo espacial. O sistema destina-se a substituir o hardware do veículo de lançamento existente da empresa no início da década de 2020.
A SpaceX inicialmente imaginou um conceito de Sistema de Transporte Interplanetário de 12 metros de diâmetro em 2016, que era exclusivamente voltado para o trânsito de Marte e outros usos interplanetários. Em 2017, a SpaceX articulou um veículo menor de 9 metros de diâmetro para substituir todas as capacidades do provedor de serviço de lançamento da SpaceX, órbita terrestre, órbita lunar, missões interplanetárias e, potencialmente, até mesmo transporte intercontinental de passageiros na Terra, mas fazê-lo em um totalmente reutilizável conjunto de veículos com estrutura de custo marcadamente inferior. Em 2018, o sistema Starship foi redesenhado para usar aço inoxidável em vez de construção de fibra de carbono, com o objetivo de melhorar o desempenho e reduzir drasticamente os custos. O passageiro particular Yusaku Maezawa contratou para voar ao redor da Lua em um veículo Starship em 2023. A visão de longo prazo da empresa é o desenvolvimento de tecnologia e recursos adequados para a colonização humana de Marte.

### Starlink

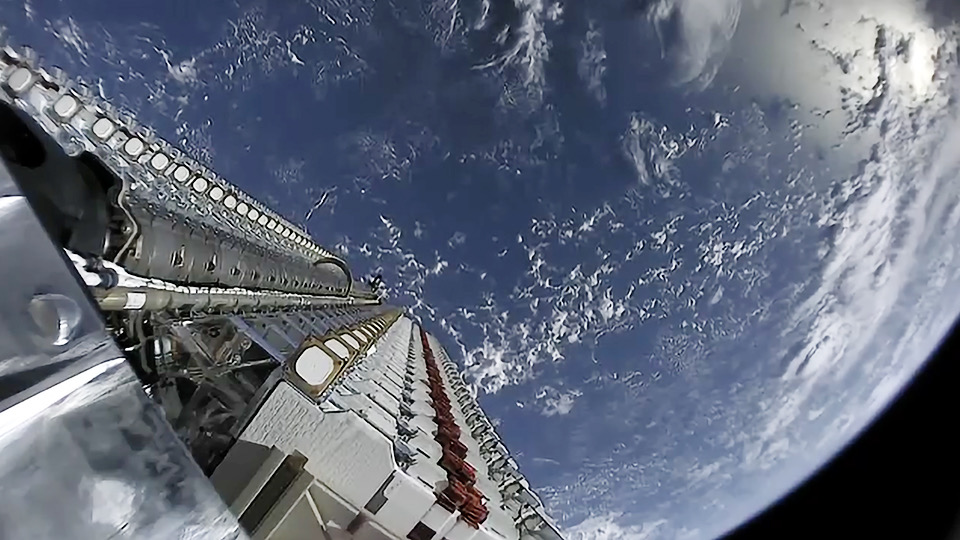
60 satélites Starlink empilhados antes da implantação

Starlink é uma constelação de satélites de internet em desenvolvimento pela SpaceX. O serviço de internet usará 4.425 satélites de comunicações interligados em órbitas de 1 100 km. Pertencente e operado pela SpaceX, o objetivo do negócio é aumentar a lucratividade e o fluxo de caixa, para permitir que a SpaceX construa sua colônia em Marte. O desenvolvimento começou em 2015, os primeiros satélites de voo de teste de protótipo foram lançados na missão do satélite Paz em 2017. Em maio de 2019, a SpaceX lançou o primeiro lote de 60 satélites a bordo de um Falcon 9. Em maio de 2021, a SpaceX já lançou 1 737 satélites Starlink. A operação de teste inicial da constelação começou no final de 2020.
Em março de 2017, a SpaceX protocolou junto à Comissão Federal de Comunicações (FCC) dos Estados Unidos os planos de colocar em campo uma constelação de 7 518 satélites de banda V adicionais em órbitas não-geossíncronas para fornecer serviços de comunicação. Em fevereiro de 2019, a SpaceX formou uma empresa irmã, a SpaceX Services, Inc., para licenciar a fabricação e implantação de até 1 000 000 de estações fixas em solo que se comunicarão com seu sistema Starlink. A FCC concedeu à SpaceX quase US$ 900 milhões em subsídios federais para apoiar os clientes de banda larga rural por meio da rede de internet via satélite Starlink da empresa. A SpaceX ganhou subsídios para levar serviços a clientes em 35 estados dos Estados Unidos.
Em 15 de maio de 2021, a SpaceX e o Google colaboraram para fornecer serviços de dados e nuvem para clientes Starlink Enterprise.

#### Controvérsias
O grande número planejado de satélites Starlink foi criticado por astrônomos devido a preocupações com a poluição luminosa, com o brilho dos satélites Starlink em comprimentos de onda óticos e de rádio interferindo nas observações científicas. Em resposta, a SpaceX implementou várias atualizações nos satélites Starlink com o objetivo de reduzir seu brilho durante a operação. O grande número de satélites empregados pelo Starlink também cria perigos a longo prazo de colisões de detritos espaciais resultantes da colocação de milhares de satélites em órbita. No entanto, os satélites estão equipados com propulsores de efeito Hall alimentados por criptônio, que permitem que eles saiam da órbita no final de sua vida útil. Além disso, os satélites são projetados para evitar colisões autonomamente com base em dados de rastreamento uplink.

### Outros projetos
Em junho de 2015, a SpaceX anunciou que patrocinaria uma competição Hyperloop e construiria uma pista de teste de subescala de 1,6 km perto da sede da SpaceX para os eventos competitivos. A empresa realiza competições anuais desde 2017.
Em colaboração com médicos e pesquisadores acadêmicos, a SpaceX convidou todos os funcionários a participarem da criação de um programa de teste de anticorpos COVID-19 em 2020. Como tal, 4 300 funcionários se ofereceram para fornecer amostras de sangue, resultando em um artigo científico revisado por pares, creditando oito funcionários da SpaceX como co-autores e sugerindo que um certo nível de anticorpos COVID-19 pode fornecer proteção duradoura contra o vírus.

## Instalações

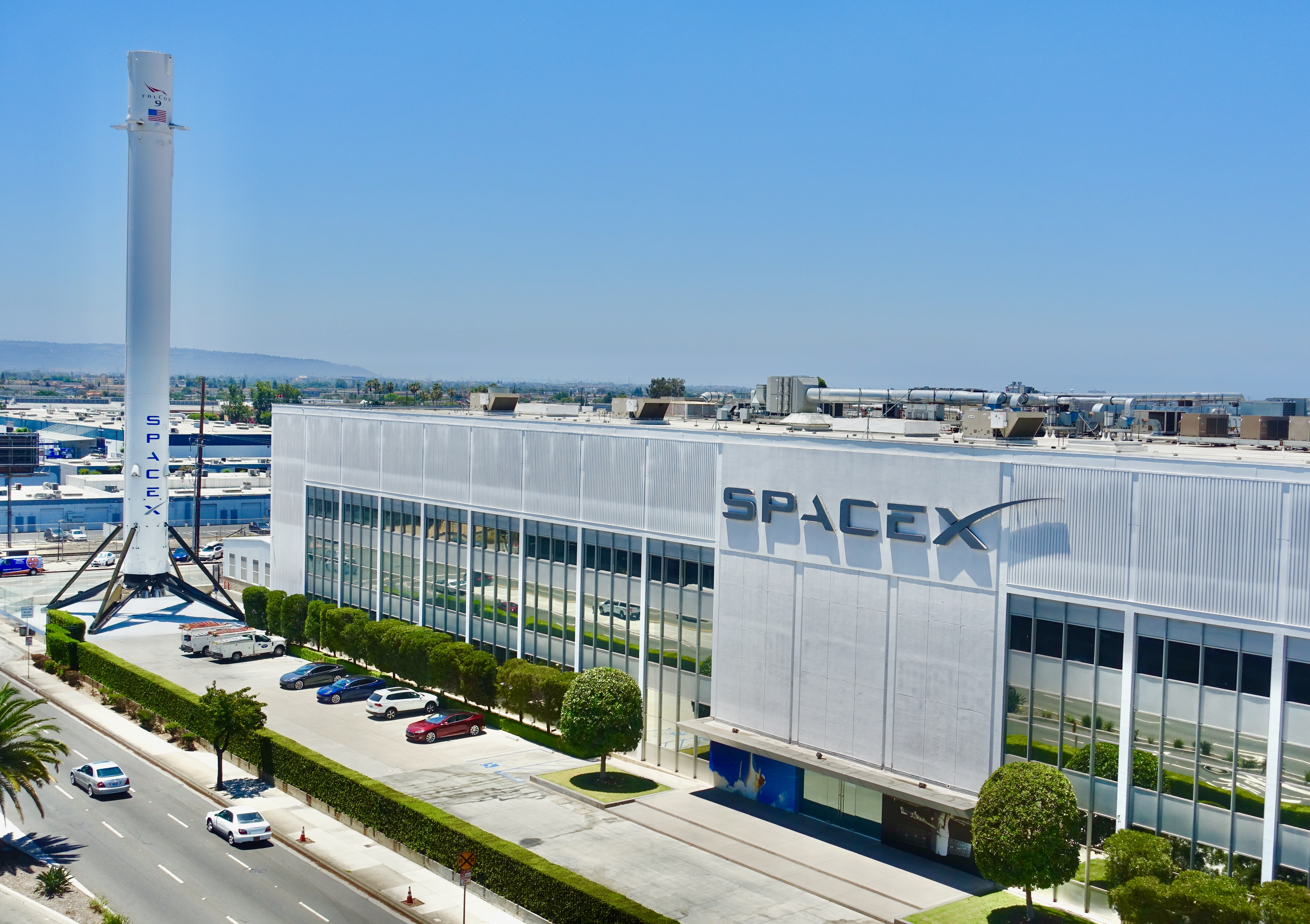
A antiga sede da empresa, localizada em Hawthorne, Califórnia

A SpaceX Starbase, o quartel-general da empresa, atualmente está sediada no Condado de Cameron, no sul do Texas. A SpaceX já foi sediada em Hawthorne, Califórnia, onde ainde serve como sua principal fábrica. A empresa opera uma instalação de pesquisa e grandes operações em Redmond, Washington, possui um local de teste no Texas e opera três locais de lançamento, com outro em desenvolvimento. A SpaceX também opera escritórios regionais no Texas, Virgínia e Washington, D.C.. A SpaceX foi incorporada no estado de Delaware.

### Sede, fabricação e instalações de reforma

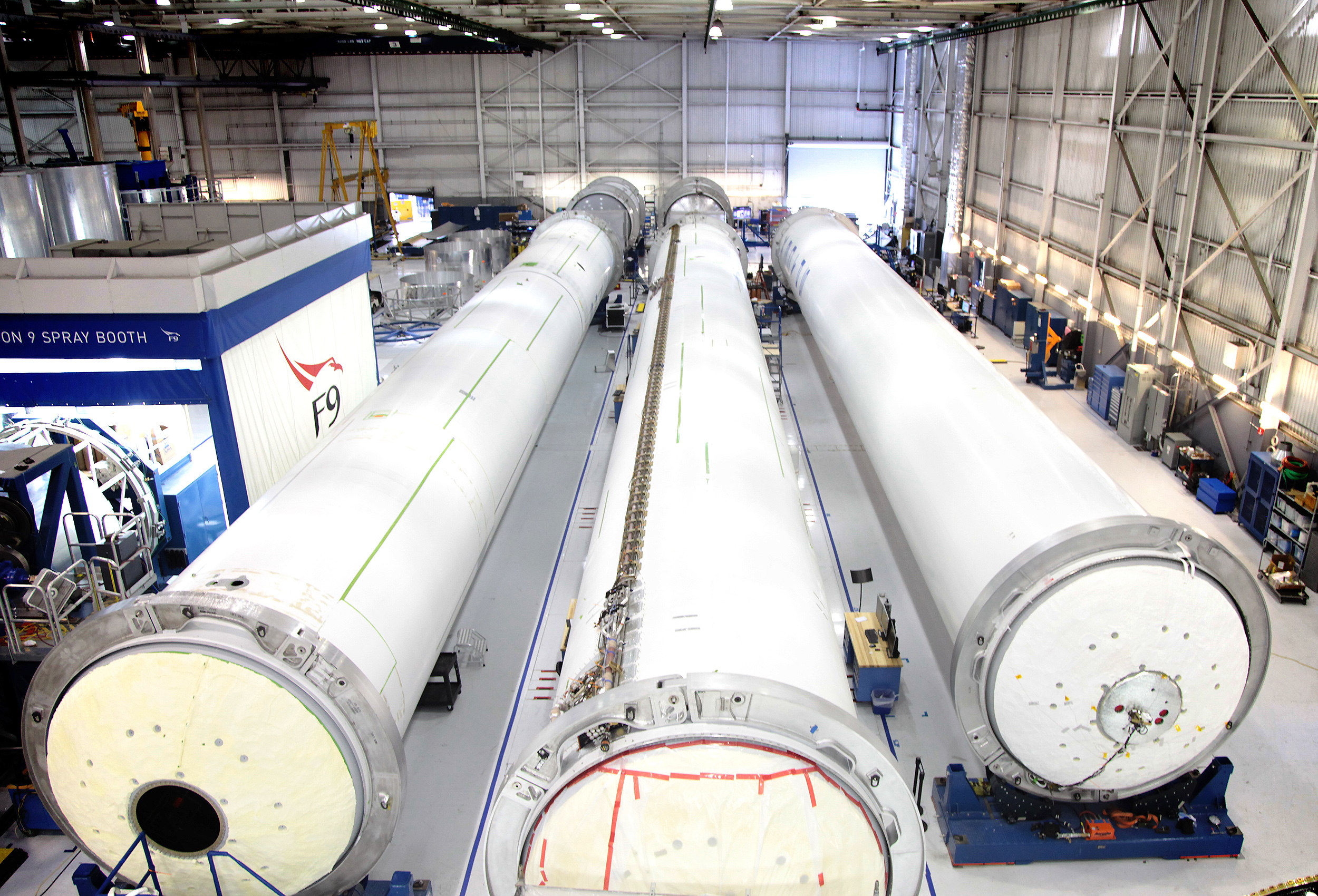
Núcleos de foguetes Falcon 9 v1.1 em construção nas instalações de Hawthorne, Califórnia, novembro de 2014

A atual sede da SpaceX é localizada no Condado de Cameron, servindo como um complexo industrial e instalação de lançamento de foguetes, agindo como o principal local de testes e produção para veículos de lançamento Starship. Por muitos anos a sede da SpaceX foi localizada em Los Angeles, no subúrbio de Hawthorne, Califórnia. Lá ainda está presente uma grande instalação de três andares, originalmente construída pela Northrop Corporation para construir fuselagens do Boeing 747, abriga o espaço de escritório da SpaceX, controle de missão e instalações de fabricação do Falcon 9.
A área tem uma das maiores concentrações de sedes, instalações e/ou subsidiárias aeroespaciais nos Estados Unidos, incluindo Boeing/McDonnell Douglas e os principais instalações de construção de satélites da The Aerospace Corporation, Raytheon Technologies, Jet Propulsion Laboratory da NASA, Centro de Sistemas Espaciais e Mísseis da Força Espacial dos Estados Unidos na Base da Força Aérea de Los Angeles, Lockheed Martin, BAE Systems, Northrop Grumman e AECOM, etc., com um grande grupo de engenheiros aeroespaciais e recém-formados em engenharia.
A SpaceX utiliza um alto grau de integração vertical na produção de seus foguetes e motores. A SpaceX constrói seus principais motores de foguetes, estágios de foguetes, espaçonaves, aviónica e todos os softwares internamente em suas instalações em Hawthorne, o que é incomum para a indústria aeroespacial. No entanto, a SpaceX ainda tem mais de 3 000 fornecedores, com cerca de 1 100 deles entregando à SpaceX quase semanalmente.

### Instalações de desenvolvimento e teste

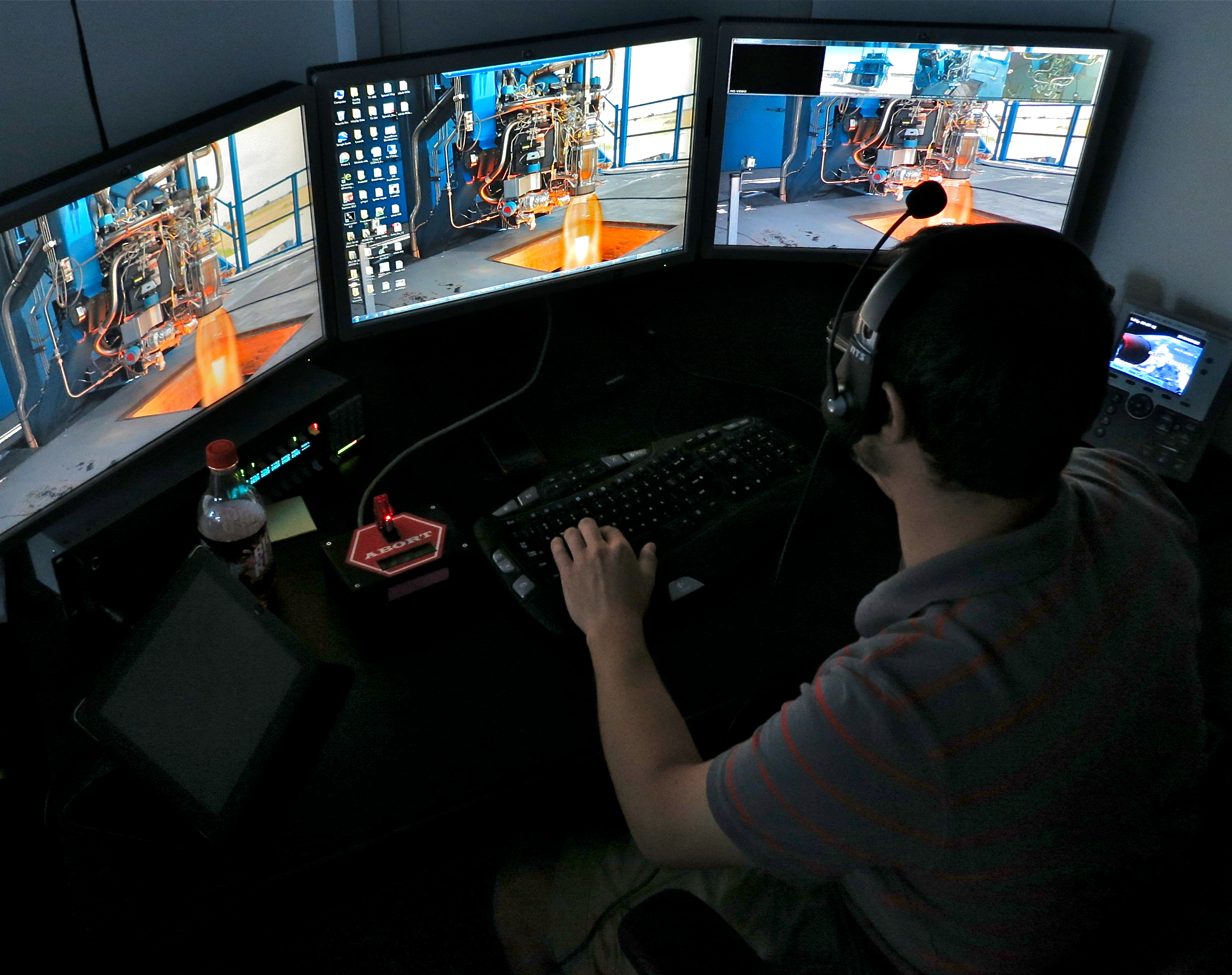
Bunker de teste do motor da SpaceX em McGregor, Texas, setembro de 2012

A SpaceX opera sua primeira instalação de teste e desenvolvimento de foguetes em McGregor, Texas. Todos os motores de foguetes da SpaceX são testados em bancadas de teste de foguetes e os testes de voo VTVL de baixa altitude dos veículos de teste Falcon 9 Grasshopper v1.0 e F9R Dev1 em 2013–2014 foram realizados em McGregor. Os testes de protótipos do Starship muito maiores são conduzidos no Local de lançamento South Texas da SpaceX perto de Brownsville, Texas.
A empresa comprou as instalações em McGregor da Beal Aerospace, onde reformou a maior bancada de testes para testar motores do Falcon 9. A SpaceX fez uma série de melhorias nas instalações desde a compra e também ampliou a área, comprando vários pedaços de terras agrícolas adjacentes. A empresa construiu uma instalação de lançamento de concreto de meio acre em 2012 para apoiar o programa de voo de teste Grasshopper. Em outubro de 2012, a instalação de McGregor tinha sete bancadas de teste que funcionam "18 horas por dia, 6 dias por semana" e está construindo mais bancadas de teste porque a produção está aumentando e a empresa tem um grandes planos futuros. Além dos testes de rotina, as cápsulas Dragon (após a recuperação após uma missão orbital) são enviadas para McGregor para abastecimento, limpeza e recondicionamento para reutilização em missões futuras.

### Instalações de lançamento

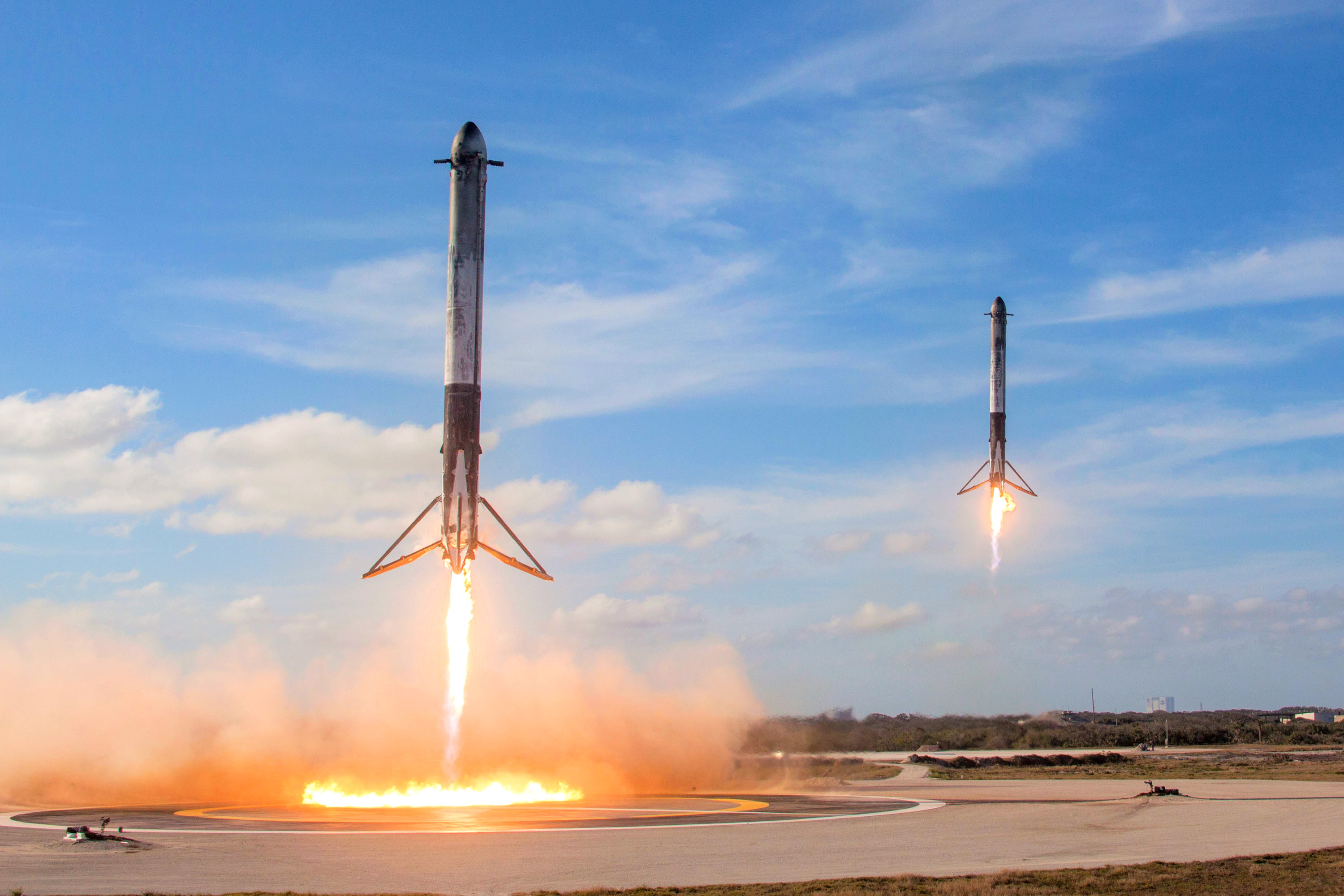
Foguetes auxiliares do Falcon Heavy pousando em LZ1 e LZ2

A SpaceX atualmente opera três locais de lançamento orbital, na Estação da Força Espacial de Cabo Canaveral, Base da Força Espacial de Vandenberg e Centro Espacial John F. Kennedy, com outro em construção perto de Brownsville, Texas. A SpaceX indicou que eles veem um nicho para cada uma das quatro instalações orbitais e que eles têm negócios de lançamento suficientes para preencher cada bloco. O local de lançamento de Vandenberg permite órbitas altamente inclinadas (66–145°), enquanto o Cabo Canaveral permite órbitas de inclinação média (28,5–51,6°). Antes de ser aposentado, todos os lançamentos do Falcon 1 ocorreram no Local de Testes e Defesa Contra Mísseis Balísticos de Ronald Reagan na Ilha Omelek.

#### Estação da Força Espacial de Cabo Canaveral
Em abril de 2007, a Força Aérea dos Estados Unidos aprovou o uso do Complexo 40 de Lançamento Espacial de Cabo Canaveral (SLC-40) pela SpaceX. O local tem sido usado desde 2010 para lançamentos do Falcon 9, principalmente em órbita terrestre baixa e geoestacionária. O SLC-40 não é capaz de suportar lançamentos do Falcon Heavy. Como parte do programa de reutilização de foguetes auxiliares da SpaceX, o antigo Complexo 13 de Lançamento de Cabo Canaveral, agora renomeado como Zona de Pouso 1, foi desde 2015 designado para uso para pousos de foguetes auxiliares de primeiro estágio do Falcon 9.

#### Base da Força Espacial de Vandenberg

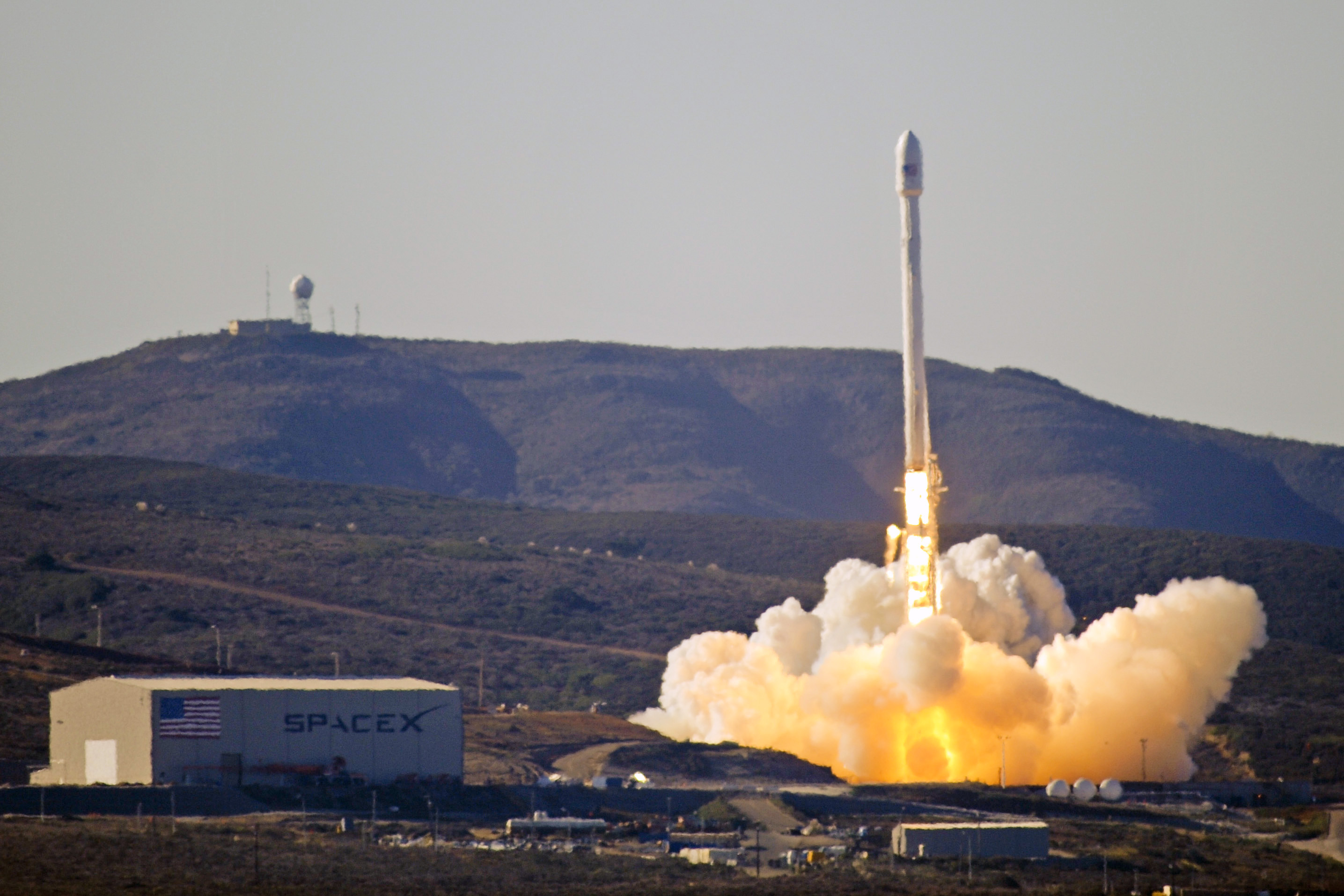
Instalação de lançamento da costa oeste da SpaceX na Base da Força Espacial de Vandenberg, durante o lançamento do CASSIOPE, em setembro de 2013

O Complexo 4 de Lançamento Espacial de Vandenberg (SLC-4E), alugado em 2011, é usado para cargas úteis em órbitas polares. Vandenberg pode lançar Falcon 9 e Falcon Heavy, mas não pode lançar em órbitas de baixa inclinação. O vizinho SLC-4W foi convertido para Zona de Pouso 4 desde 2015, onde a SpaceX pousou com sucesso três foguetes auxiliares de primeiro estágio Falcon 9, o primeiro em outubro de 2018.

#### Centro Espacial John F. Kennedy
Em 14 de abril de 2014, a SpaceX assinou um contrato de locação de 20 anos para o Complexo 39A. A plataforma foi posteriormente modificada para suportar os lançamentos do Falcon 9 e do Falcon Heavy. A SpaceX lançou sua primeira missão tripulada para a Estação Espacial Internacional (ISS) a partir da plataforma de lançamento 39A em 30 de maio de 2020.

#### Boca Chica, Texas

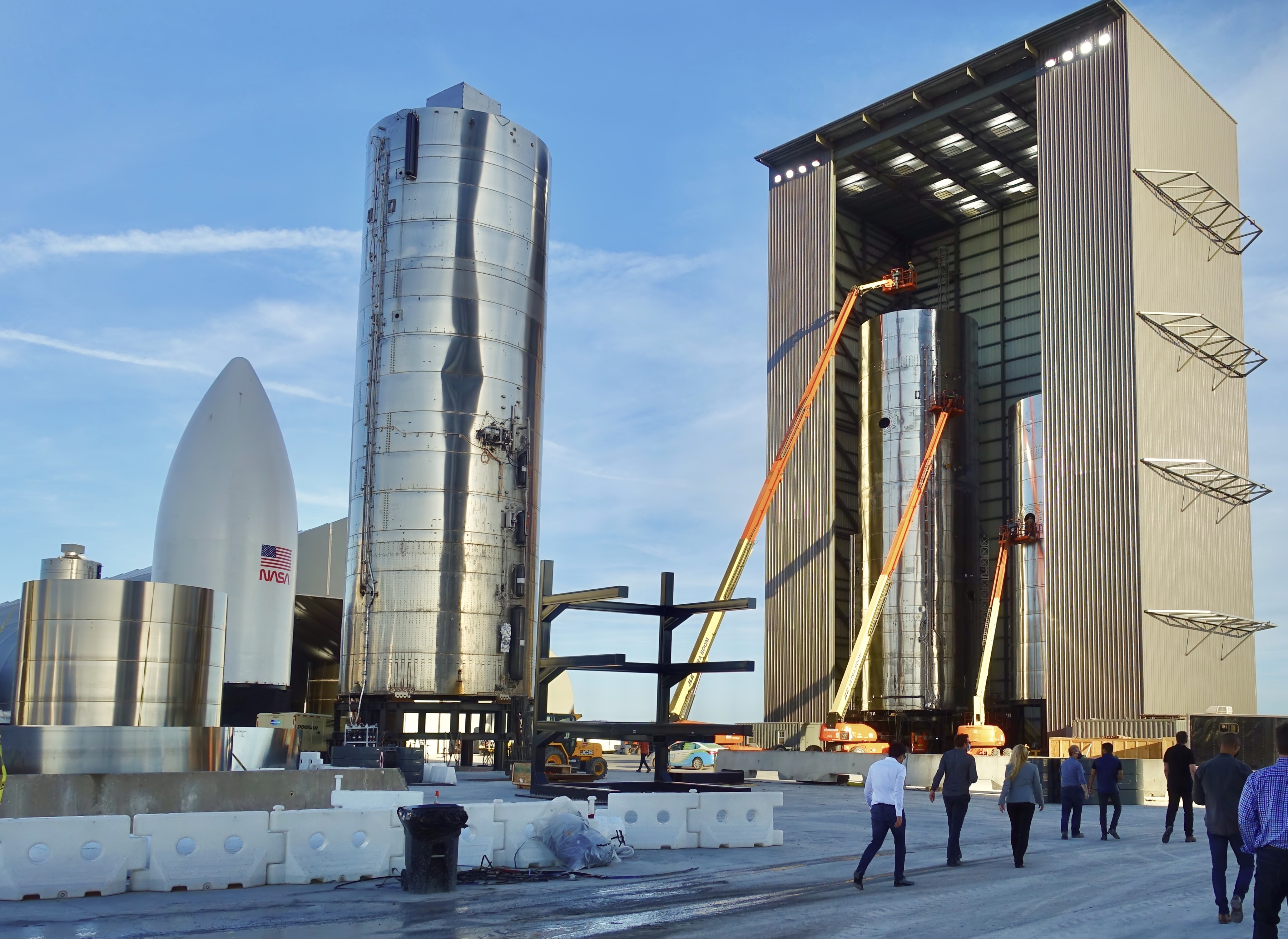
O prédio da montagem do Starship

A SpaceX fabrica e testa veículos de teste do Starship de uma instalação em Boca Chica, Texas, com planos futuros para realizar voos orbitais com o Starship em 2021. A SpaceX anunciou publicamente os planos para uma instalação de lançamento perto de Brownsville, Texas, em agosto de 2014. A Administração Federal de Aviação (FAA) dos Estados Unidos emitiu a licença em julho de 2014. A SpaceX inaugurou a nova instalação de lançamento em 2014, com a construção aumentando no segundo semestre de 2015, com os primeiros lançamentos suborbitais da instalação em 2019.
Atualmente, essa base serve como a sede da empresa.

### Instalação de fabricação de satélites
Em janeiro de 2015, a SpaceX anunciou que entraria no negócio de produção de satélites e no negócio global de internet via satélite. A primeira instalação satélite é um edifício de escritórios de 2 800 m2 localizado em Redmond, Washington. Em janeiro de 2017, uma segunda instalação em Redmond foi adquirida com 3 774,2 m2 e se tornou um laboratório de pesquisa e desenvolvimento para os satélites. Em julho de 2016, a SpaceX adquiriu um espaço criativo adicional de 740 m2 em Irvine, Califórnia para se concentrar nas comunicações por satélite.

## Contratos
A SpaceX ganhou contratos de demonstração e fornecimento da NASA para a Estação Espacial Internacional (ISS) com a tecnologia desenvolvida pela empresa. A SpaceX também é certificada para lançamentos para as Forças Armadas dos Estados Unidos de cargas úteis da classe Evolved Expendable Launch Vehicle (EELV). Com aproximadamente 30 missões no histórico apenas em 2018, a SpaceX representa mais de US$ 12 bilhões contratados.

### NASA

#### COTS

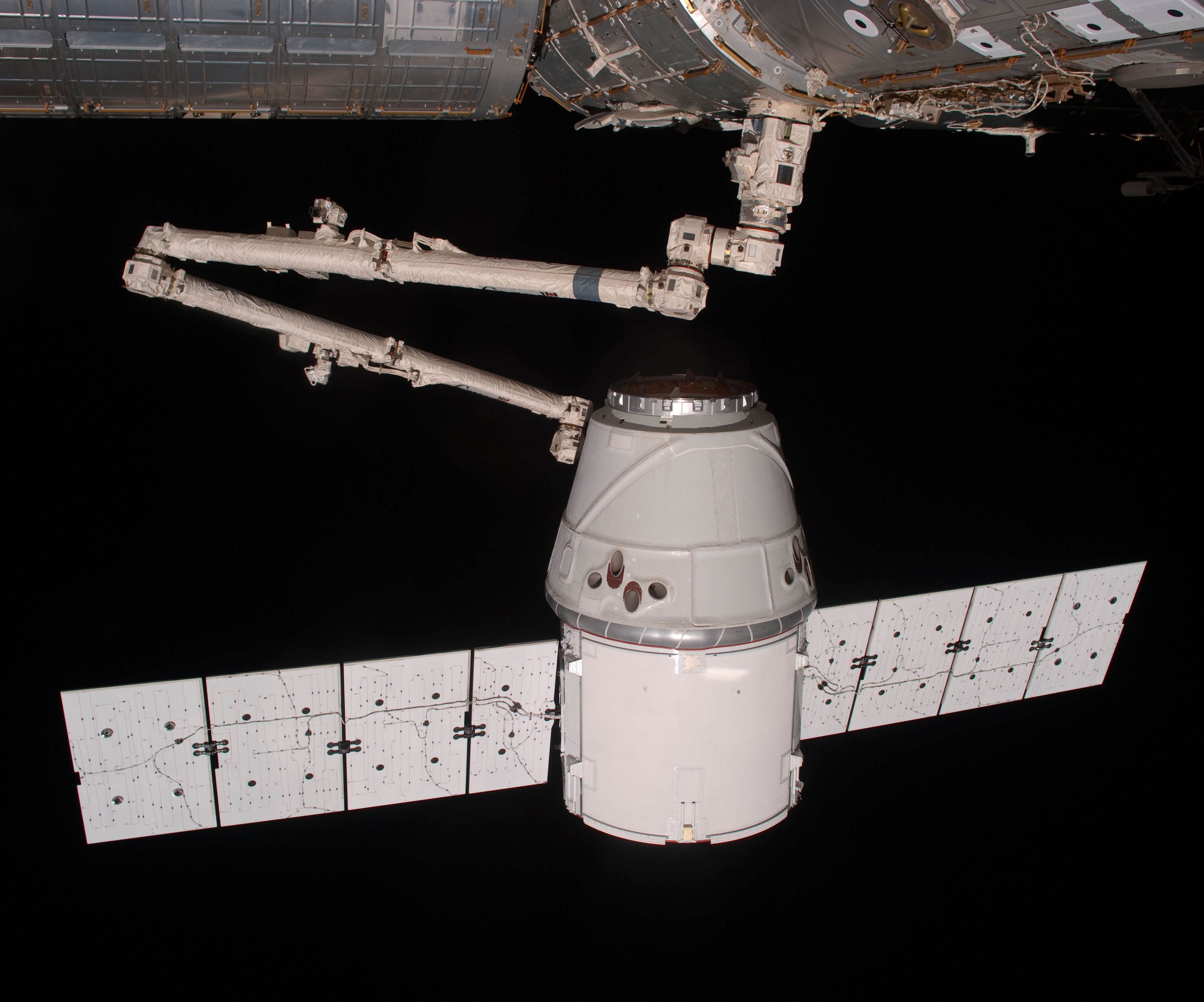
O COTS Demo Flight 2 atracado à Estação Espacial Internacional (ISS) pelo Canadarm2

Em 2006, a NASA anunciou que a SpaceX ganhou um contrato de Fase 1 dos Commercial Orbital Transportation Services (COTS) da NASA para demonstrar a entrega de carga à Estação Espacial Internacional (ISS), com uma possível opção de contrato para o transporte de tripulação. Por meio deste contrato, projetado pela NASA para fornecer "capital inicial" por meio de Acordos de Ato Espacial para o desenvolvimento de novas capacidades, a NASA pagou à SpaceX US$ 396 milhões para desenvolver a configuração de carga da espaçonave Dragon, enquanto a SpaceX autoinvestiu mais de US$ 500 milhões para desenvolver o veículo de lançamento Falcon 9. Foi demonstrado que esses Acordos de Ato Espacial economizaram milhões de dólares para a NASA em custos de desenvolvimento, tornando o desenvolvimento de foguetes cerca de 4 a 10 vezes mais barato do que se fosse produzido apenas pela NASA.
Em dezembro de 2010, com o lançamento da missão SpaceX COTS Demo Flight 1, a SpaceX se tornou a primeira empresa privada a lançar, orbitar e recuperar com sucesso uma espaçonave. O Dragon atracou com sucesso na ISS durante o voo de demonstração SpaceX COTS Demo Flight 2, a SpaceX em maio de 2012, a primeira vez para uma espaçonave privada.

#### Carga comercial
O Commercial Resupply Services (CRS) são uma série de contratos concedidos pela NASA de 2008 a 2016 para entrega de carga e suprimentos à Estação Espacial Internacional (ISS) em espaçonaves operadas comercialmente. Os primeiros contratos de CRS foram assinados em 2008 e concederam US$ 1,6 bilhão à SpaceX para 12 missões de transporte de carga, abrangendo entregas até 2016. SpaceX CRS-1, a primeira das 12 missões de reabastecimento planejadas, lançada em outubro de 2012, alcançou a órbita, atracou e permaneceu na estação por 20 dias, antes de reentrar na atmosfera e espirrar no Oceano Pacífico. As missões CRS voaram aproximadamente duas vezes por ano para a ISS desde então. Em 2015, a NASA estendeu os contratos da Fase 1 encomendando três voos adicionais de reabastecimento da SpaceX e, em seguida, estendeu o contrato para um total de 20 missões de carga para a ISS. A missão final do Dragon 1, SpaceX CRS-20, partiu da ISS em abril de 2020, e o Dragon foi posteriormente retirado do serviço. Uma segunda fase de contratos foi concedida em janeiro de 2016 com a SpaceX como uma das premiadas. A SpaceX voará até nove voos CRS adicionais com a espaçonave Dragon 2 atualizada.
Em março de 2020, a NASA contratou a SpaceX para desenvolver a espaçonave Dragon XL para enviar suprimentos para a estação espacial Lunar Gateway. Dragon XL será lançado em um Falcon Heavy.

#### Tripulação comercial

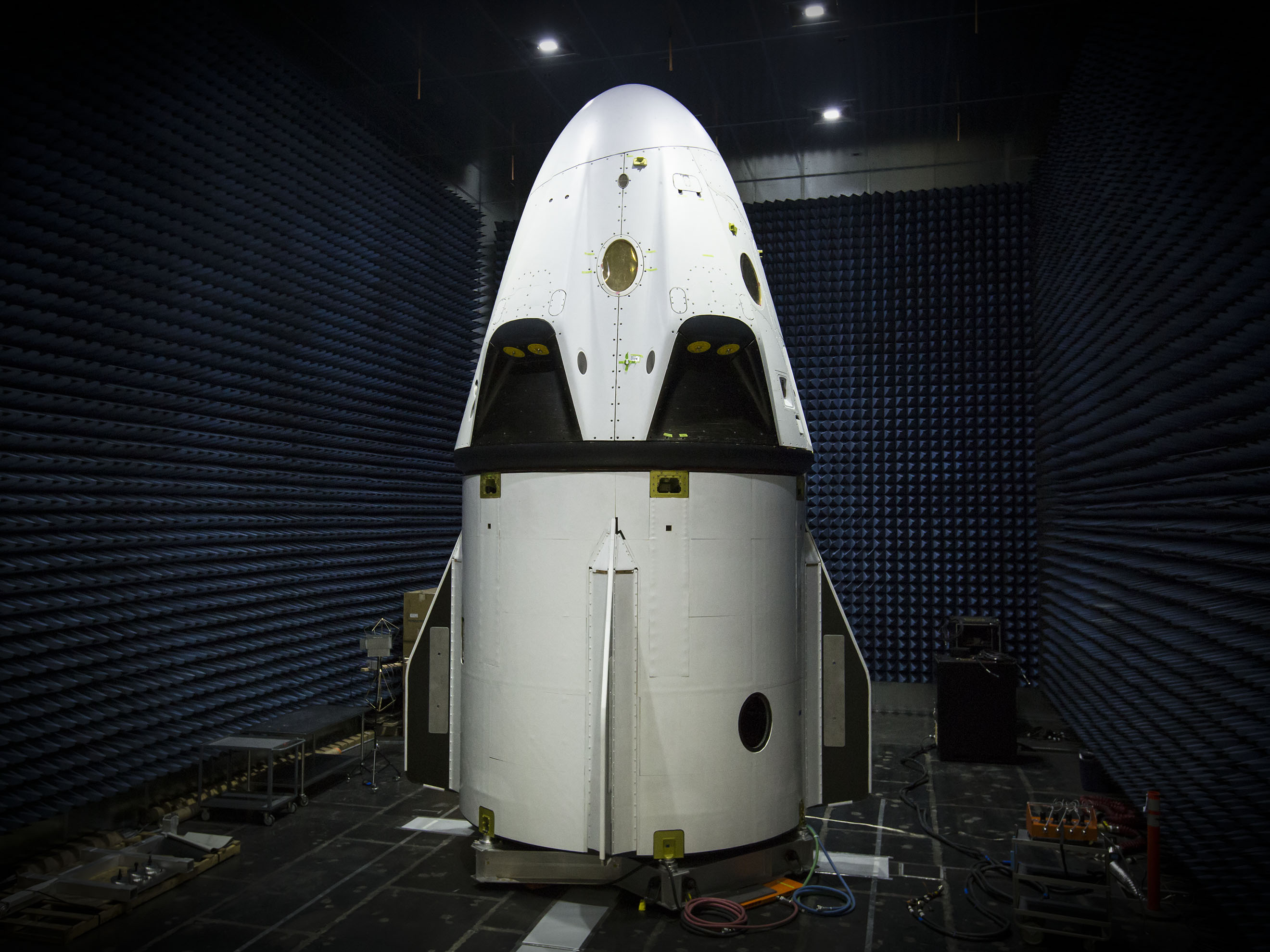
Crew Dragon em teste antes do voo

A SpaceX é responsável pelo transporte dos astronautas da NASA para a Estação Espacial Internacional (ISS). Os contratos da NASA começaram como parte do Development of the Commercial Crew Program (CCDev), voltado para o desenvolvimento de espaçonaves operadas comercialmente, capazes de transportar astronautas para a ISS. O primeiro contrato foi concedido à SpaceX em 2011, seguido por outro em 2012 para continuar o desenvolvimento e os testes de sua espaçonave Dragon 2.
Em setembro de 2014, a NASA escolheu a SpaceX e a Boeing como as duas empresas que seriam financiadas para desenvolver sistemas para transportar tripulações dos Estados Unidos para a ISS. A SpaceX ganhou US$ 2.6 bilhões para concluir e certificar a Dragon 2 até o ano de 2017. Os contratos incluem pelo menos um teste de voo com tripulação com pelo menos um astronauta da NASA a bordo. Depois que a Crew Dragon obtém a certificação da NASA, o contrato exige que a SpaceX conduza pelo menos duas e até seis missões tripuladas à ISS. A SpaceX completou o primeiro teste de voo de sua nave Crew Dragon, um Pad Abort Test, em maio de 2015.
No início de 2017, a SpaceX foi premiada com todas as seis missões para a ISS da NASA. No início de 2019, a SpaceX conduziu com sucesso um voo de teste totalmente desengatado do Crew Dragon, que atracou na ISS e, em seguida, caiu no Oceano Atlântico. Em janeiro de 2020, a SpaceX conduziu um teste de aborto em voo, o último voo de teste antes de voar a tripulação, no qual a espaçonave Dragon disparou seus motores de escape de lançamento em um cenário de aborto simulado.
Em 30 de maio de 2020, a missão Crew Dragon Demo-2 foi lançada na ISS com os astronautas da NASA Robert Behnken e Douglas Hurley, a primeira vez que um veículo tripulado foi lançado dos Estados Unidos desde 2011 e o primeiro lançamento comercial tripulado para a ISS. A missão SpaceX Crew-1 foi lançada com sucesso para a ISS em 16 de novembro de 2020, com os astronautas da NASA Michael Hopkins, Victor Glover e Shannon Walker junto com o astronauta da JAXA Soichi Noguchi, todos os membros da tripulação da Expedição 64. Em 23 de abril de 2021, a SpaceX Crew-2 foi lançada para a ISS com os astronautas da NASA Robert Kimbrough e Megan McArthur, o astronauta da JAXA Akihiko Hoshide e o astronauta da ESA Thomas Pesquet. A missão SpaceX Crew-2 atracou com sucesso em 24 de abril de 2021.

### Defesa nacional

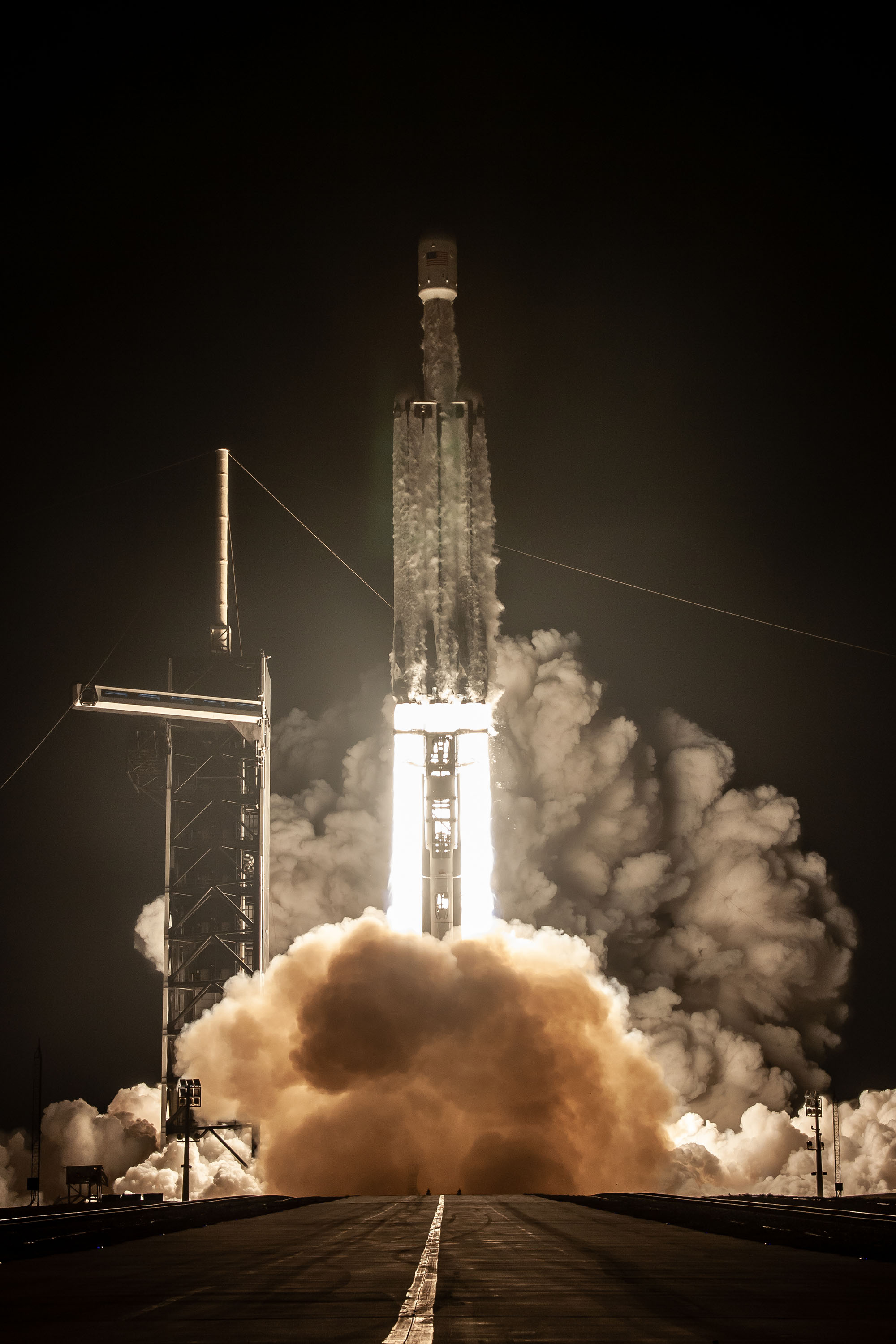
Lançamento da missão STP-2 em junho de 2019

Em 2005, a SpaceX anunciou que havia recebido um contrato de Entrega Indefinida/Quantidade Indefinida (IDIQ), permitindo que a Força Aérea dos Estados Unidos comprasse até US$ 100 milhões em lançamentos da empresa. Em abril de 2008, a NASA anunciou que havia concedido um contrato de serviços de lançamento IDIQ para a SpaceX de até US$ 1 bilhão, dependendo do número de missões concedidas. O contrato cobre os serviços de lançamento solicitados até junho de 2010, para lançamentos até dezembro de 2012. Elon Musk afirmou no mesmo anúncio de 2008 que a SpaceX vendeu 14 contratos para voos em vários veículos Falcon. Em dezembro de 2012, a SpaceX anunciou seus 2 primeiros contratos de lançamento com o Departamento de Defesa dos Estados Unidos (DoD). O Centro de Sistemas Espaciais e Mísseis da Força Espacial dos Estados Unidos concedeu à SpaceX duas missões da classe EELV: Deep Space Climate Observatory (DSCOVR) e Space Test Program 2 (STP-2). O DSCOVR foi lançado em um veículo de lançamento Falcon 9 em 2015, enquanto o STP-2 foi lançado em um Falcon Heavy em 25 de junho de 2019.
Em maio de 2015, a Força Aérea dos Estados Unidos anunciou que o Falcon 9 v1.1 foi certificado para National Security Space Launch (NSSL), o que permite que a SpaceX contrate serviços de lançamento para a Força Aérea para qualquer carga classificada como segurança nacional. Isso quebrou o monopólio mantido desde 2006 pela United Launch Alliance (ULA) sobre os lançamentos da Força Aérea de cargas classificadas. Em abril de 2016, a Força Aérea concedeu o primeiro lançamento de segurança nacional à SpaceX para lançar o segundo satélite GPS 3 por US$ 82,7 milhões. Isso foi aproximadamente 40% menos do que o custo estimado para missões anteriores semelhantes. A SpaceX também lançou o terceiro lançamento do GPS 3 em 20 de junho de 2020. Em março de 2018, a SpaceX garantiu um contrato adicional de US$ 290 milhões com a Força Aérea para o lançamento de outros três satélites GPS 3.
Em 2016, o National Reconnaissance Office (NRO) comprou lançamentos da SpaceX, com o primeiro ocorrendo em 1 de maio de 2017. Em fevereiro de 2019, a SpaceX garantiu um contrato de US$ 297 milhões com a Força Aérea para lançar outras três missões de segurança nacional, todas programadas para serem lançadas não antes do ano fiscal de 2021.
Em 7 de agosto de 2020, a Força Espacial dos Estados Unidos concedeu seus contratos de National Security Space Launch (NSSL) para os 5 a 7 anos seguintes. A SpaceX ganhou um contrato de US$ 316 milhões para um lançamento. Além disso, a SpaceX cuidará de 40% dos requisitos de lançamento de satélites das Forças Armadas dos Estados Unidos durante o período.

### Turismo espacial
Em fevereiro de 2020, a Space Adventures anunciou planos para colocar cidadãos particulares em órbita no Crew Dragon no final de 2021 ou no início de 2022. A empresa lançaria uma cápsula Crew Dragon com até quatro turistas pagantes a bordo e passaria até cinco dias em uma órbita terrestre baixa acima da órbita da Estação Espacial Internacional.

## Competição de mercado de lançamento espacial
Os baixos preços de lançamento da SpaceX, especialmente para satélites de comunicação que voam para a órbita de transferência geoestacionária (GTO), resultaram em pressão de mercado sobre seus concorrentes para reduzir seus próprios preços. Antes de 2013, o mercado de lançamento comsat abertamente competitivo era dominado pela Arianespace (voando no Ariane 5) e International Launch Services (voando no Proton). Com um preço publicado de US$ 56,5 milhões por lançamento em órbita terrestre baixa, os foguetes Falcon 9 eram os mais baratos da indústria. Operadores de satélite europeus estão pressionando a Agência Espacial Europeia (ESA) a reduzir os preços de lançamento do Ariane 5 e dos futuros foguetes Ariane 6 como resultado da competição da SpaceX. Em 2014, nenhum lançamento comercial foi registrado no foguete russo Proton.
A SpaceX também pôs fim ao monopólio da United Launch Alliance (ULA) de cargas das Forças Armadas dos Estados Unidos quando começou a competir por lançamentos de segurança nacional. Em 2015, antecipando uma queda nos lançamentos domésticos, militares e de espionagem, a ULA declarou que iria fechar as portas a menos que ganhasse pedidos de lançamento comercial de satélites. Para tanto, a ULA anunciou uma grande reestruturação de processos e força de trabalho com o objetivo de reduzir pela metade os custos de lançamento.
Depoimento no Congresso dos Estados Unidos da SpaceX em 2017 sugeriu que o processo do Acordo do Ato Espacial da NASA de "definir apenas um requisito de alto nível para o transporte de carga para a estação espacial [enquanto] deixava os detalhes para a indústria" permitiu à SpaceX projetar e desenvolver o foguete Falcon 9 por conta própria a um custo substancialmente mais baixo. De acordo com os próprios números verificados de forma independente da NASA, o custo total de desenvolvimento da SpaceX para os foguetes Falcon 1 e Falcon 9 foi estimado em aproximadamente US$ 390 milhões. Em 2011, a NASA estimou que teria custado à agência cerca de US$ 4 bilhões para desenvolver um foguete como o foguete Falcon 9 baseado nos processos tradicionais de contratação da NASA, cerca de dez vezes mais.
Em maio de 2020, o administrador da NASA Jim Bridenstine observou que, graças aos investimentos da NASA na SpaceX, os Estados Unidos têm 70% do mercado de lançamentos comerciais, uma grande melhoria desde 2012, quando não houve lançamentos comerciais no país.

## Conselho Administrativo
| Juntou-se ao Conselho | Nome            | Títulos |
| --------------------- | --------------- | --- |
| 2002                  | Elon Musk       | Fundador, Presidente, CEO e CTO da SpaceX; CEO, Arquiteto de produto, e ex-presidente da Tesla; ex-presidente da SolarCity |
| 2002                  | Kimbal Musk     | Membro do conselho, Tesla                                                                                                  |
| 2009                  | Gwynne Shotwell | Presidente e COO da SpaceX                                                                                                 |
| 2009                  | Luke Nosek      | Cofundador, PayPal |
| 2009                  | Steve Jurvetson | Cofundador, Future Ventures                                                                                                |
| 2010                  | Antonio Gracias | CEO e presidente do Comitê de Investimentos da Valor Equity Partners                                                       |
| 2015                  | Donald Harrison | Presidente de parcerias globais e desenvolvimento corporativo, Google                                                      |